# Foligno
Foligno è un comune italiano di 55 292 abitanti nella provincia di Perugia in Umbria; la città si trova al centro della Valle Umbra, attraversata dal fiume Topino. 

## Geografia fisica

### Territorio

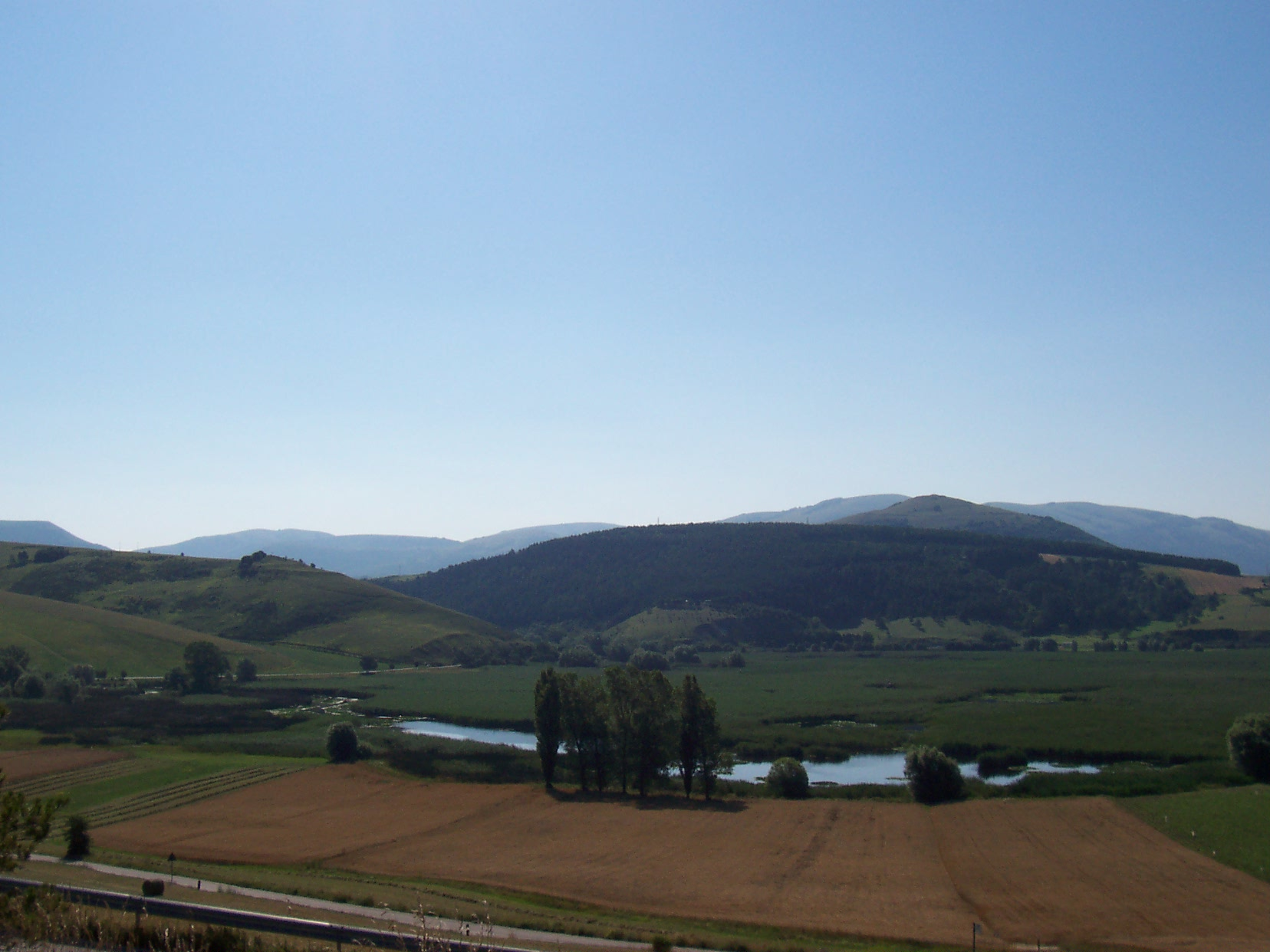
Veduta degli Altopiani di Colfiorito

Il territorio comunale è prevalentemente montano, mentre la città capoluogo si trova completamente in pianura (con qualche propaggine collinare) nella Valle Umbra, alla confluenza di due fiumi: il Topino e il Menotre.
Il centro abitato più elevato è la frazione di Curasci, che si trova a 1 018 metri sul livello del mare, mentre il più basso è la frazione di Budino, posta a 196 metri sul livello del mare. Da un punto di vista idrografico la maggior parte del territorio comunale è nel bacino del Tevere, quindi sul versante tirrenico della dorsale appenninica, mentre una parte, gli altopiani di Colfiorito, è collocata sul versante adriatico, nel bacino del fiume Chienti.
Tutto il territorio comunale si trova in zona a elevato rischio sismico, secondo la classificazione prevista dall'Ordinanza del Presidente del Consiglio dei Ministri n. 3274 del 20/03/2003, in "zona 1" con "rischio catastrofico".

#### Idrografia
Foligno, alla confluenza del Topino con il Menotre, è l'unica città attraversata dal Topino, il cui corso è stato regimentato nella prima metà del XIX secolo per opera dell'ingegner Antonio Rutili (Foligno, 1799-1850) per proteggere la città dalle inondazioni. A Foligno esiste il parco fluviale urbano del Topino.

### Clima
Il clima del capoluogo e della pianura circostante è di tipo temperato sublitoraneo con inverni non eccessivamente freddi (la temperatura media di gennaio, il mese più freddo, di 4,5 °C) e piuttosto umidi ed estati contraddistinte da temperature elevate, ma non torride. Abbastanza pronunciato è il fenomeno dell'inversione termica. L'autunno è più caldo della primavera ed è la stagione più piovosa dell'anno. Gelate e nebbie possono prodursi fra novembre e aprile mentre le precipitazioni di tipo nevoso sono poco frequenti.
Il clima della parte alto collinare e montagnosa del comune è invece quello tipico dell'Appennino centrale, di tipo temperato subcontinentale: inverni freddi o molto freddi (sui rilievi più elevati), con precipitazioni nevose anche consistenti e venti da nord-est, primavere incerte (sull'altopiano di Colfiorito, per esempio, si possono produrre nevicate anche in marzo o aprile inoltrato) e piovose, estati fresche, ideali per la villeggiatura, autunni anch'essi piovosi e che talvolta si conformano come un vero e proprio anticipo d'inverno.
- Classificazione climatica del capoluogo: zona D, 1899 GG.

## Storia

### Età antica

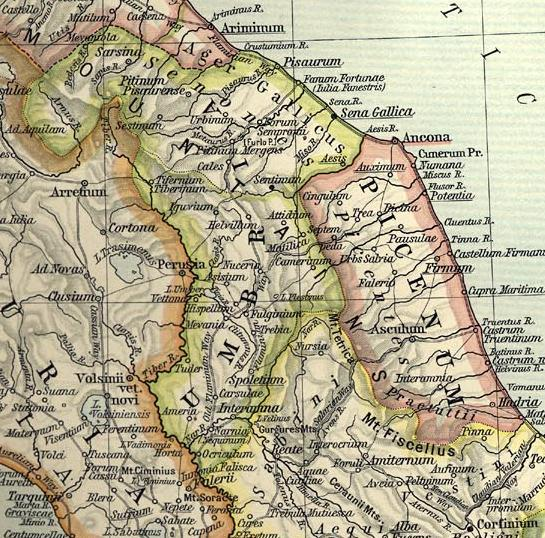
La Regio VI Umbria in epoca augustea con i maggiori centri umbri

L'origine protostorica di Foligno risale all'epoca umbra preromana, essendo stata la città fondata dagli "Umbri Fulginates".
La Fulginia umbra (città preromana la cui fondazione risalirebbe al X secolo a.C. e di cui si hanno memorie precedenti al 500 a.C.), poi Fulginium romana, situata in zona precollinare nei pressi di Santa Maria in Campis (vicino all'attuale cimitero centrale) in prossimità dell'antica via Flaminia (che qui si divideva in due rami) e dello sbocco a fondovalle del fiume Topino (l'antico Supunna umbro o Timea latino), ha lasciato alla città moderna (sorta probabilmente su un accampamento militare più a valle) l'impianto di strade rettilinee che si incrociano perpendicolarmente. Le strade sono in rapporto con quattro ponti romani tuttora esistenti sull'antico corso del fiume Topino. Dal 258 a.C. fu prefettura e municipio, dal 254 a.C., iscritta alla tribù Cornelia ed ebbe notevole importanza durante l'epoca imperiale. Secondo la tradizione, intorno al 100 d.C. nasce a Foligno San Costanzo, il primo vescovo di Perugia, martirizzato durante le persecuzioni contro i cristiani da parte dell'imperatore Marco Aurelio. Secondo la tradizione fu condotto da alcuni soldati davanti al console Lucio e barbaramente flagellato, quindi immerso nell'acqua bollente, da dove uscì miracolosamente illeso. Ricondotto in carcere, convertì i suoi custodi che lo aiutarono a fuggire. Rifugiatosi a casa del cristiano Anastasio, fu con questo di nuovo arrestato e decapitato, in una località presso Foligno denominata "il Trivio" intorno all'anno 170 d.C. Sempre secondo la tradizione, nel 160 d.C. nacque a Forum Flamini (l'attuale San Giovanni Profiamma, frazione di Foligno), il Santo patrono San Feliciano, considerato il primo vescovo della città, dopo un episcopato di 56 anni, morì il 24 gennaio 250 d.C. durante le persecuzioni ai cristiani operate dell'imperatore Decio e fu seppellito in un campicello "iuxta Fulgineam civitatem supra pontem Caesaris”. Durante il declino del tardo impero subì alluvioni, terremoti e devastazioni di ogni genere a causa della sua presenza lungo la strada che conduceva a Roma. Nel 476 fu assoggettata da Odoacre e poi dai Goti dal 493 al 550. Successivamente appartenne ai Longobardi che la annessero al Ducato di Spoleto e poi ai Franchi.

### Età medievale
Appartenne al Ducato di Spoleto fino al 1198, quando fu annessa allo Stato Pontificio, dal papa Innocenzo III.
Nel 1195, a pochi mesi di vita, il futuro Federico II fu affidato dalla madre alle cure della duchessa di Spoleto ed a suo marito, il duca Corrado di Urslingen.
Nel 1255 iniziò il periodo comunale e fu assoggettata prima all'Impero e poi ai Trinci fino al 1439.

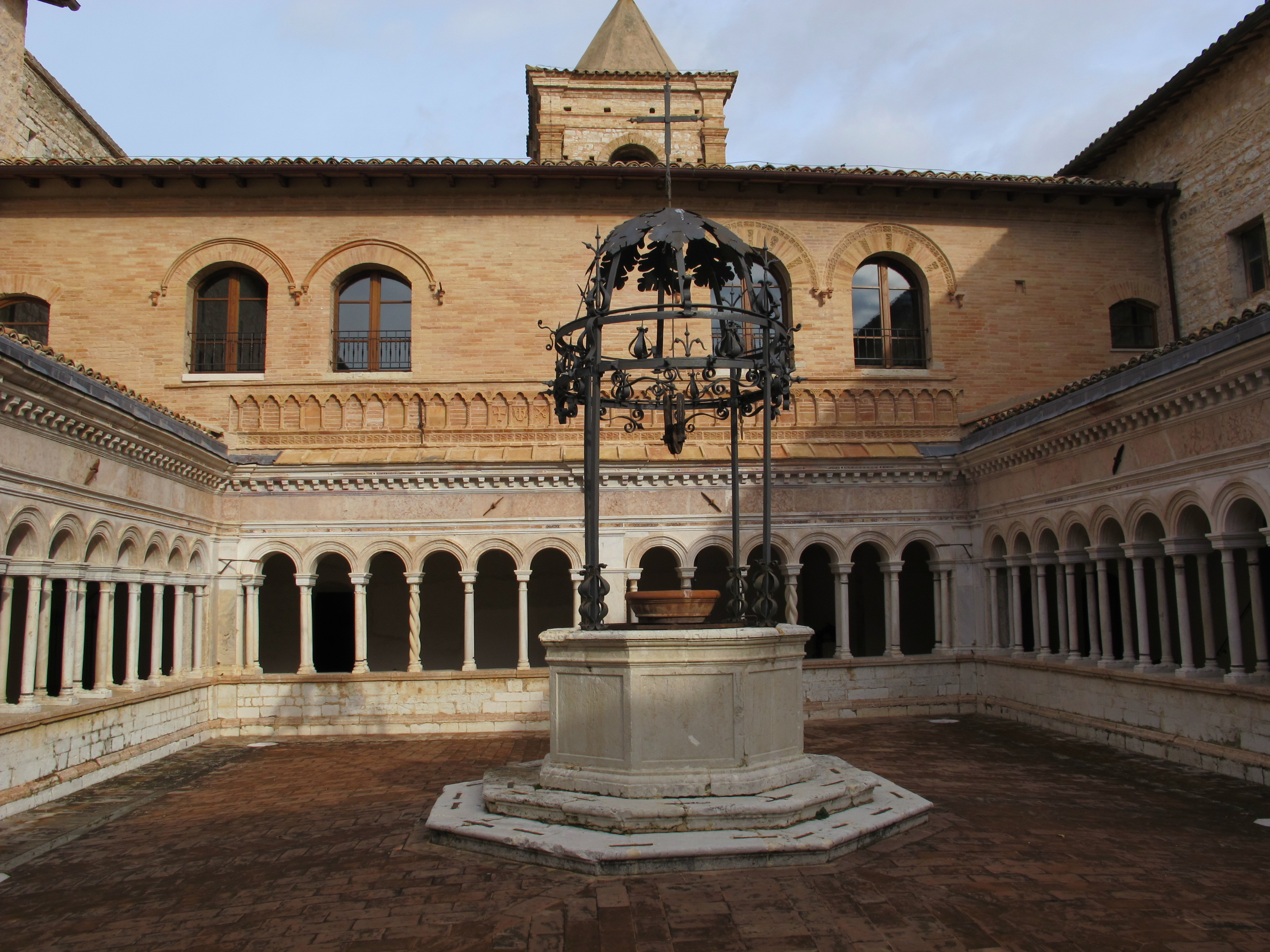
Chiostro dell'abbazia di Sassovivo

Durante la prima metà del XIII secolo, fatta eccezione per il breve periodo (1237-1239) in cui si alleò con Todi, Gubbio e soprattutto con la potentissima e guelfa Perugia, Foligno fu saldamente fedele all'Impero.
Con Terni e Todi fu baluardo ghibellino in Umbria (escluso il periodo dei Trinci), nel XIII secolo si scontrò in quattro cruente guerre con la vicina guelfa Perugia. La prima fu combattuta tra il 1248 e il 1251, la seconda nel 1254, la terza tra il 1282 e il 1283 e la quarta tra il 1288 e il 1289. Le prime tre furono vinte dai folignati, nell'ultima ebbe invece la meglio Perugia che estese la propria sfera di influenza su Foligno. Secondo lo storico Jean-Claude Maire Vigueur, «Grundman sostiene addirittura che una vittoria di Foligno avrebbe aperto la strada in Umbria per un tipo di sviluppo economico, politico e culturale del tutto diverso, mentre la dominazione di Perugia ha fatto di essa il Mezzogiorno dell'Italia centrale, dedito principalmente alle attività agricole e subordinato, dal punto di vista commerciale e finanziario, agli uomini d'affari toscani…».
La fazione ghibellina, sempre più potente fino alla morte di Federico II, fu poi soppiantata da quella guelfa nel 1254, ma nel 1268 troviamo la città nuovamente ghibellina governata da Ansaldo di Filippo degli Anastasi.
Nel 1305, sconfitto Corrado degli Anastasi, con la nomina di Nallo Trinci a Gonfaloniere di Giustizia, ovvero capitano di parte guelfa e capitano del popolo, per Foligno iniziò un lungo periodo di governo signorile che terminò nel 1439 con la cacciata di Corrado Trinci per mano del cardinale Giovanni Vitelleschi, incaricato dal papa Eugenio IV de reductione communis et hominum civitatis Fulginei ad obedientiam et gremium Ecclesiae.
Nel Trecento e nei primi decenni del Quattrocento, sotto la signoria guelfa dei Trinci, Foligno estese i propri confini fino all'Abruzzo (con Leonessa). Fu questa un'epoca di notevole sviluppo economico per la città, con l'affermazione di manifatture legate alla lavorazione del legno, della carta, dei filati, della ceramica e di alcuni metalli (fra cui oro e argento).
A Foligno si svolgeva anticamente (dal 20 maggio al 20 luglio di ogni anno, dal 1425 e fino al 1816) una nota fiera, denominata "Fiera dei Soprastanti", alla quale accorrevano mercanti da tutta Europa.

### Età moderna

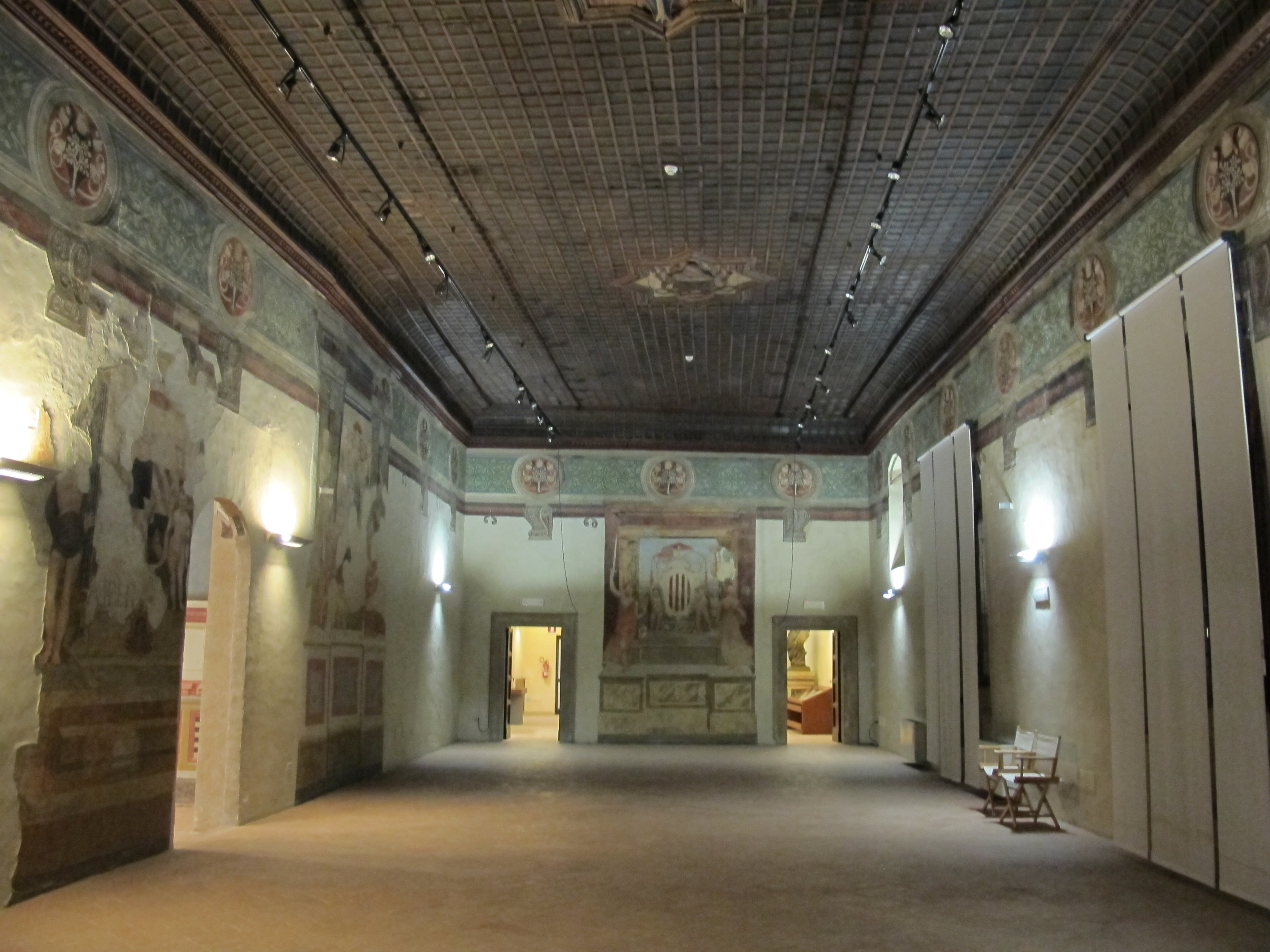
La sala di Sisto IV nel palazzo Trinci

Con il ritorno del dominio papale Foligno tornò a essere amministrata da magistrature comunali, anche se la loro autonomia fu più nominale che sostanziale. Proprio in quegli anni, infatti, lo Stato della Chiesa iniziò la sua riorganizzazione amministrativa e politica in modo da potere meglio controllare le periferie. I forti contrasti sorti dopo il 1439 tra la fazione popolare e quella nobiliare terminarono nel 1460 con l'esclusione, concessa dal papa Pio II all'aristocrazia cittadina, del ceto popolare dal consiglio comunale. Da allora Foligno ebbe una delle forme oligarchiche più rigide dello Stato Pontificio.
Foligno è stata sempre fornitrice ufficiale di canapa dello Stato Pontificio, con la quale venivano realizzate soprattutto corde per campane. Le principali coltivazioni di canapa si sviluppavano nella zona ovest della città, in corrispondenza delle attuali Fiamenga e Budino. Durante l'occupazione francese, due opere d'arte presero la via della Francia, queste vennero esposte entrambe al Museo del Louvre grazie alle spoliazioni napoleoniche. La prima era la Madonna di Foligno di Raffaello, spedita il 25 febbraio 1797 al Louvre dalla Chiesa delle religiose di Sant'Anna. Questa venne trattenuta a Roma ed è oggi conservata presso la Pinacoteca vaticana. Secondo il catalogo pubblicato nel Bulletin de la Société de l'histoire de l'art français del 1936, la seconda era il Polittico di San Nicolò (1492) dell'Alunno da Foligno, tempera su tavola, prelevata dalla chiesa di San Nicolò, esportata nel 1811 che rimase senza predelle che rimasero al Louvre.
La città sotto lo Stato Pontificio ne ha condiviso le sorti fino alla sua incorporazione nel Regno d'Italia.

### Età contemporanea

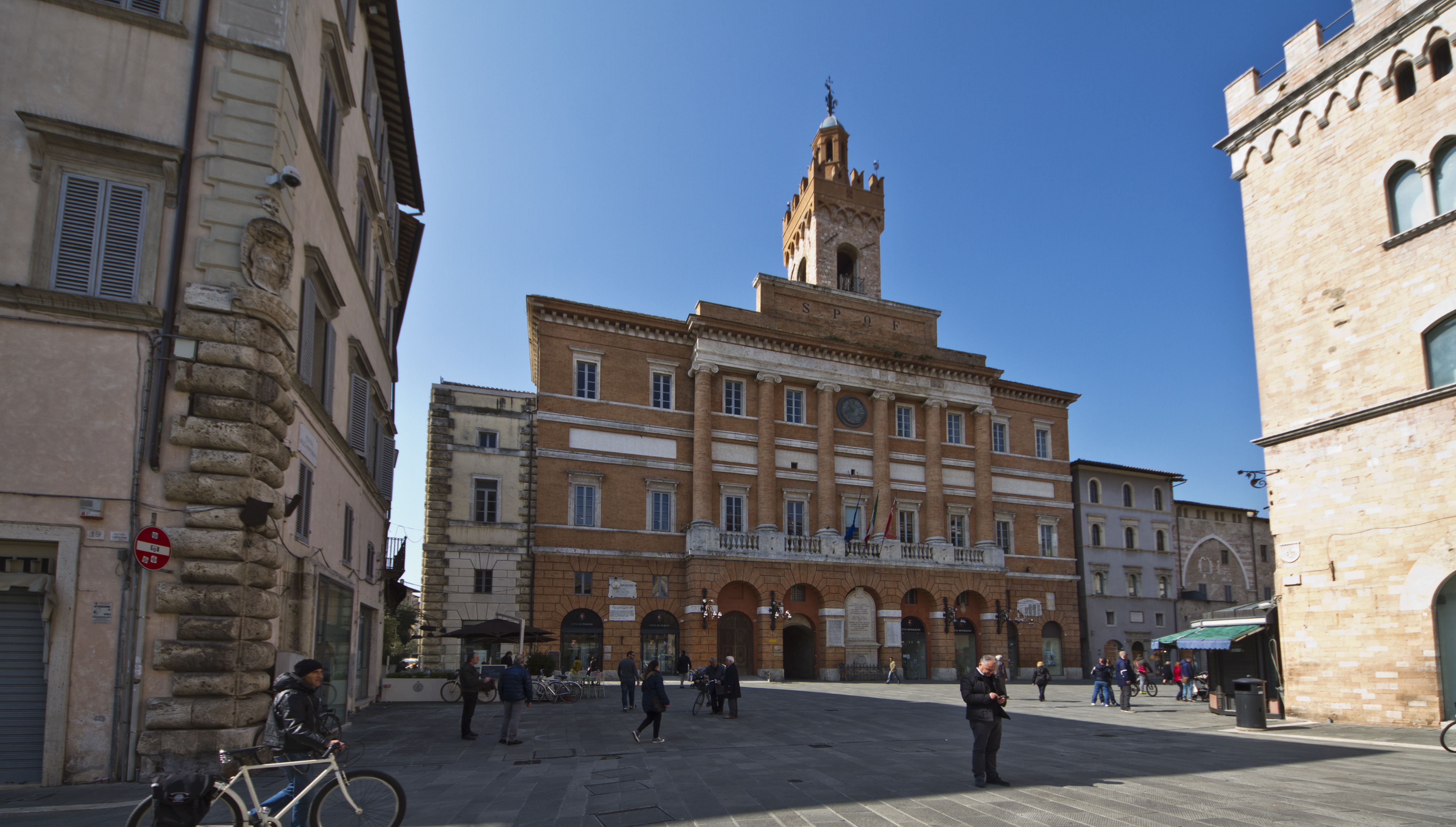
La facciata del Palazzo Comunale

La palazzina comando dell'aeroporto di Foligno nel 1938

Durante la seconda guerra mondiale fu sede di un importante aeroporto, di caserme, di scuole militari e di industrie belliche (in particolare aeronautiche e alimentari). Subì per questo numerosissimi bombardamenti angloamericani che la distrussero per circa l'80% e perciò la città fu poi insignita di medaglia d'argento al valor civile.
Nella storia della città si sono susseguiti numerosi terremoti anche di entità catastrofica: il più recente, di magnitudo 6.1, risale al 26 settembre 1997. Il sisma, con epicentro nei pressi della frazione di Annifo, causò molti danni alla città: furono maggiormente colpite, rispetto alla città, le frazioni montane.
La scossa principale fu seguita da uno sciame sismico che si protrasse per oltre un anno.
La scossa delle 17:23 del 14 ottobre 1997, di magnitudo 5.5, con epicentro tra Sellano e Preci, causò il crollo della lanterna del Palazzo Comunale (chiamata erroneamente anche "torrino"): la scossa si verificò durante un sopralluogo dei vigili del fuoco che cercavano di mettere in sicurezza la torre e fu ripresa in diretta TV.
Il 14 ottobre 2007 è stato inaugurato il completamento del restauro della torre civica del Palazzo Comunale.
Fra il 2008 e il 2014, nell'ambito del P.I.R. (piano integrato di recupero), il centro storico viene ripavimentato e riqualificato: vengono rifatte ex novo la rete fognaria, la rete idrica, la rete del gas metano, la rete elettrica e la rete telefonica.

### Simboli

Lo stemma di Foligno

Il gonfalone di Foligno

Il più antico simbolo di Foligno era un sigillo utilizzato nel XIII secolo durante il predominio della fazione ghibellina, che raffigurava le mura della città con cinque torri, la più alta delle quali sormontata da un'aquila e le altre da un giglio, con le mura lambite da un fiume, attraversato da un ponte e la porta affiancata da due leoni. Quando all'inizio del XIV secolo prevalse con i Trinci la fazione guelfa, l'aquila imperiale venne sostituita da un giglio, fino al 1350, quando venne adottato un emblema che rappresentava su due scudi separati il giglio quale arme della città e la croce quale insegna del capitano dei popolo.
L'attuale stemma di Foligno, riconosciuto con D.P.C.M. del 10 agosto 1953, è costituito da uno scudo francese antico di colore rosso e argento al cui interno sono rappresentati un giglio d'oro e una croce rossa patente.
Il gonfalone, concesso con D.P.R. del 22 novembre 1953, è un drappo partito di bianco e di rosso.
La bandiera di Foligno, invece, riprende lo stemma della città.

### Onorificenze
La città di Foligno è stata decorata con
A conferire il riconoscimento, il 16 gennaio 1961, fu il Presidente della Repubblica Giovanni Gronchi, che lo consegnò all'allora sindaco Italio Fittajoli.

## Monumenti e luoghi d'interesse

### Architetture religiose

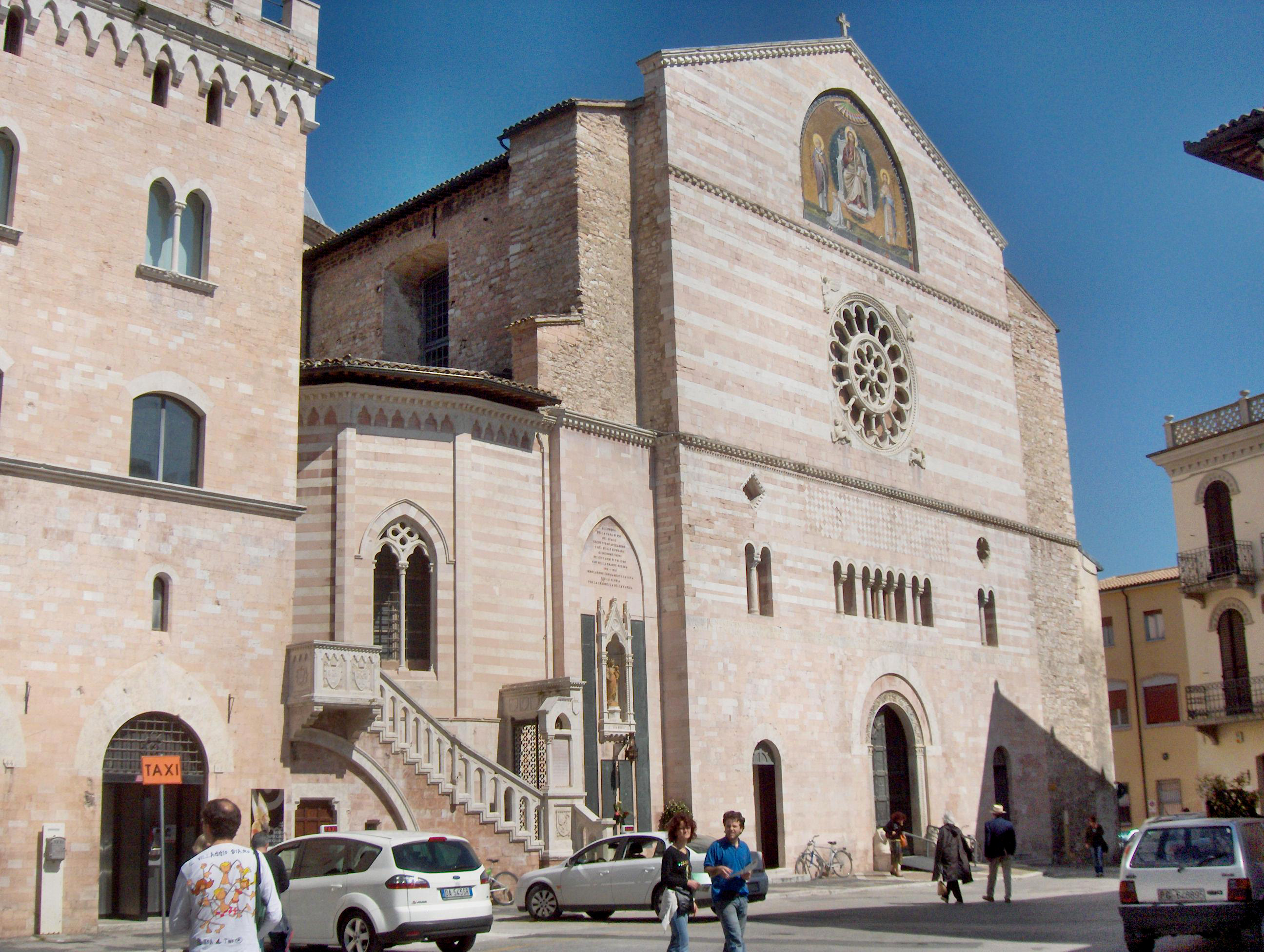
Cattedrale di San Feliciano

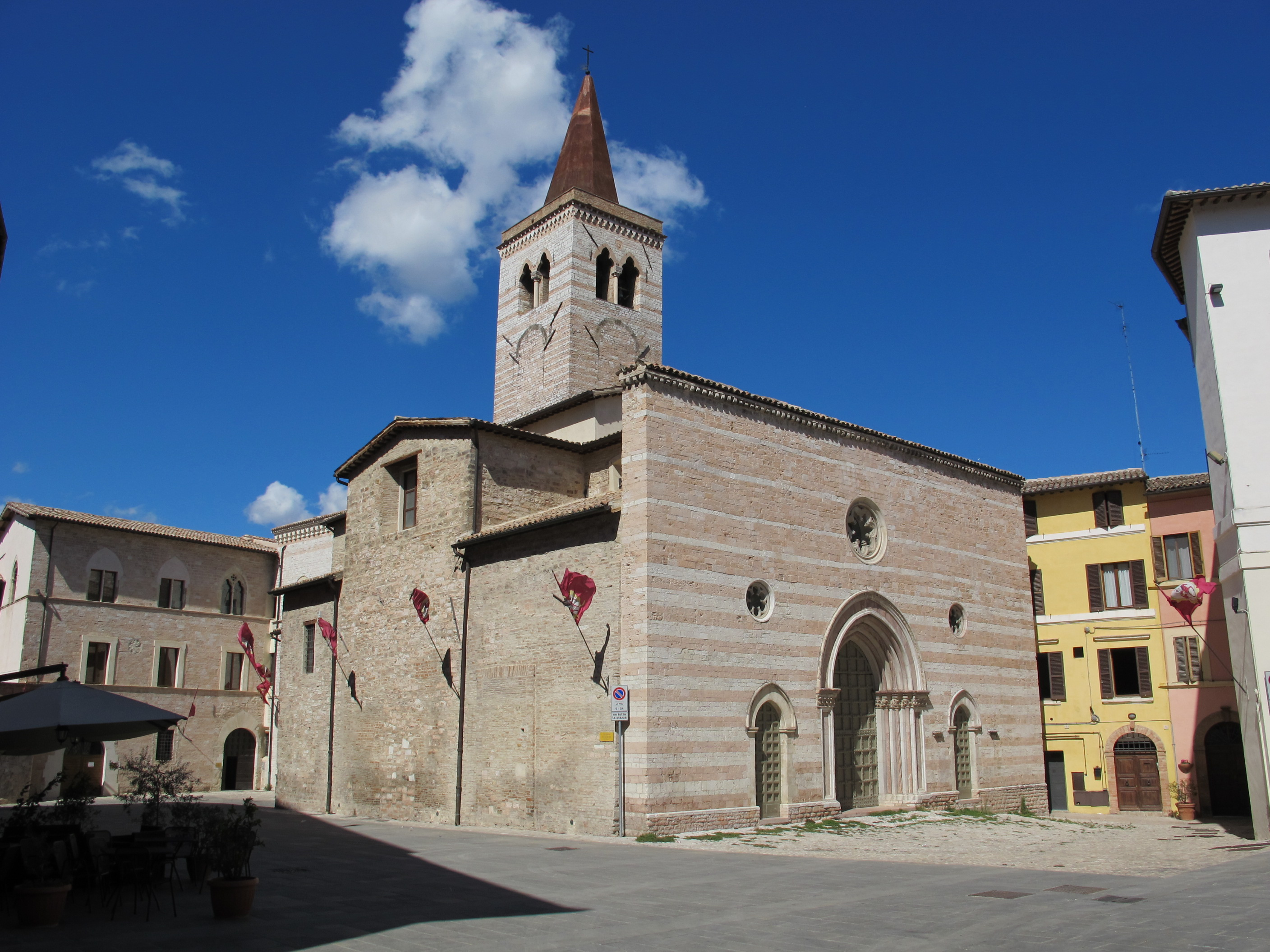
Chiesa del Santissimo Salvatore

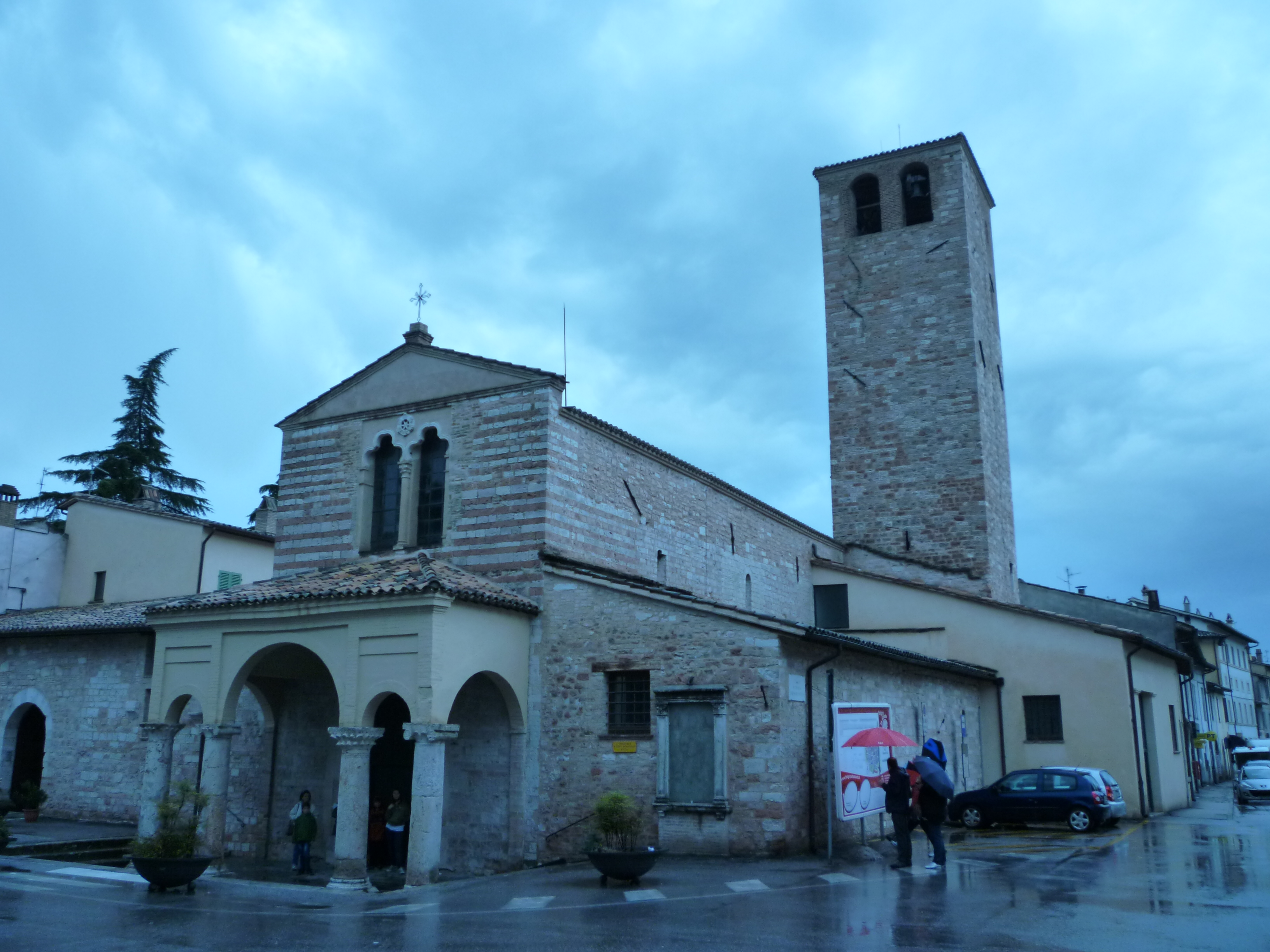
Basilica di Santa Maria Infraportas

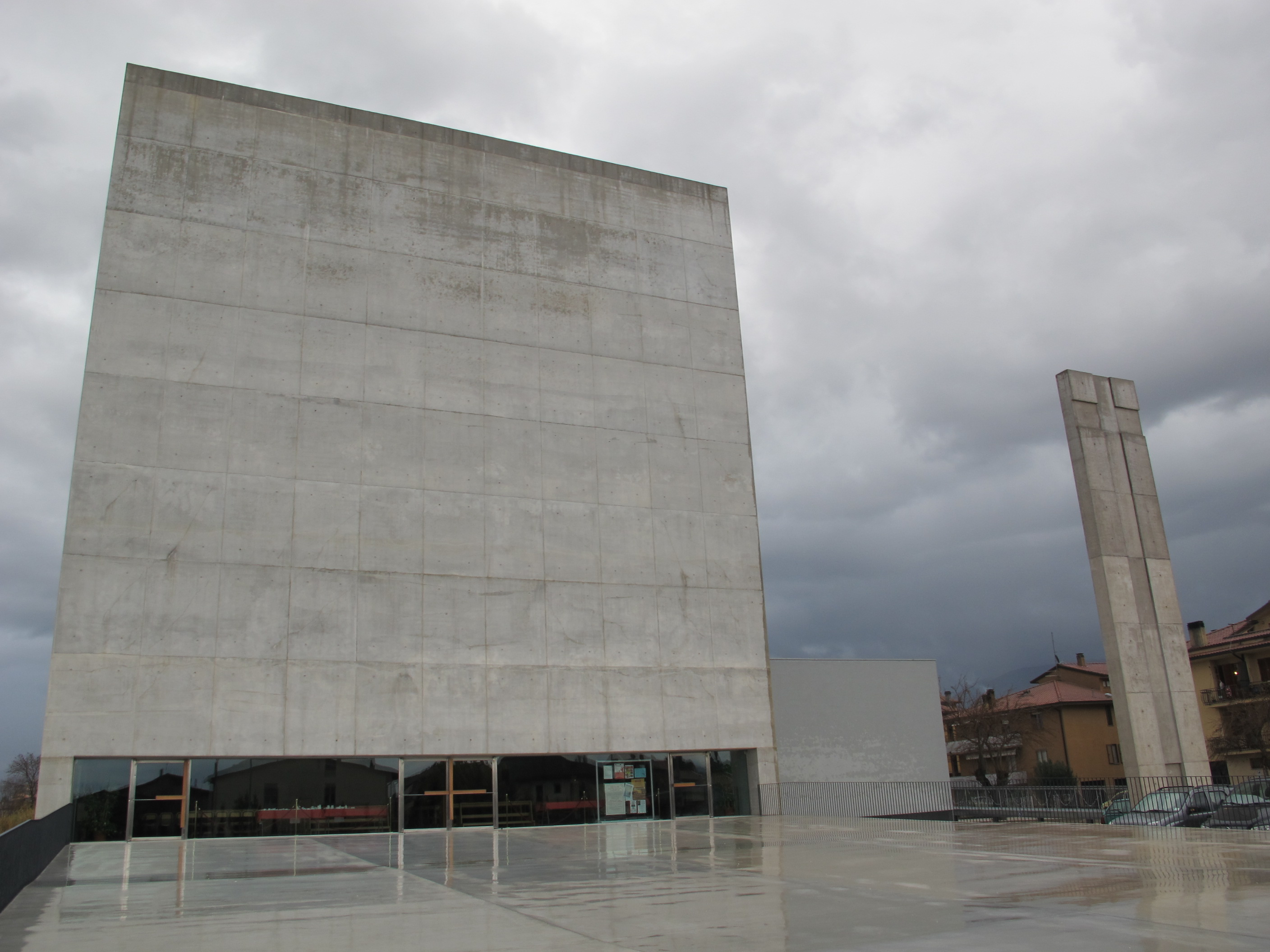
Chiesa di San Paolo Apostolo

#### Chiese all'interno delle mura
- Chiesa di Sant'Agostino - Santuario della Madonna del Pianto
- Monastero e Chiesa di Sant'Anna: il monastero, detto anche delle Contesse, fu fondato nel 1388 dalla Beata Angelina da Montegiove con il favore di Paoluccio Trinci ed incorporò, negli anni quaranta del Cinquecento, le vecchie case dei Mazzaforte e di Nicolò Alunno, costruite nel 1472-73, che divennero infermeria e poi magazzini, separati dal corpo principale da un vicolo interno. Il coro monastico, nel quale trovò temporanea collocazione la Madonna di Foligno di Raffaello, è decorato con affreschi, tra i quali uno di Dono Doni, del 1544, con una Natività con Santa Lucia, e un altro di Niccolò Circignani con l'Adorazione dei Magi, del 1567.[21]
- Chiesa di Sant'Apollinare (o Chiesa della Morte)
- Ex chiesa di Santa Caterina, oggi Auditorium, già pertinente al monastero omonimo di clarisse non più esistente, in cui sono ancora affreschi del Quattrocento e del Cinquecento. Apparteneva alla chiesa una tela di Andrea Camassei con Santa Caterina d'Alessandria, forse all'altare maggiore.[22]
- Oratorio del Crocifisso
- Ex Chiesa di San Domenico - Auditorium di San Domenico
- Cattedrale di San Feliciano
- Chiesa di San Francesco - Santuario di Santa Angela
- Chiesa di San Giacomo, documentata dal 1210 in una bolla di Innocenzo III come ospitaliera, ma passata nel 1273 all’ordine dei Servi di Maria. La facciata a fasce bianche e rosa risale al Quattrocento ed il portale è datato 1402 nell'iscrizione in facciata. L'interno, ristrutturato negli anni venti del Settecento, conserva, al primo altare a sinistra, una tela già stendardo processionale, con San Rocco di Pierantonio Mezzastris, forse del 1480 circa[23]. La cupola venne decorata tra 1716 e 1718 con un affresco rappresentante l'Assunzione della Vergine da Giuseppe Nicola Nasini. Nella zona absidale si conserva anche un leggio opera documentata di Pollione di Gaspare, del 1509, che è caratterizzato da intagli imitanti un'architettura reale e da tarsie con elementi figurati[24].
- Chiesa di San Giovanni dell'Acqua
- Chiesa di San Giuseppe (o Chiesa di Santa Margherita o della Trinità)
- Chiesa di San Lorenzo
- Monastero e Chiesa di Santa Lucia, costruito nel 1327 per volontà dell'allora vescovo Paolo di Nallo Trinci ed affidato ad una comunità di agostiniane. Abbandonato dopo breve tempo da parte loro il monastero, nel 1425 fu affidato alle clarisse provenienti da Sulmona, che provvidero a restaurarlo ed ampliarlo. Dal monastero proviene una tavola con le Stimmate di San Francesco di Niccolò di Liberatore, detto l'Alunno, databile forse ai primi anni novanta del Quattrocento, oggi conservato nel Museo di Palazzo Trinci[25].
- Basilica di Santa Maria Infraportas
- Chiesa di Maria Santissima ed Anna del Suffragio, costruita tra 1723 e 1745 per la Confraternita del Suffragio su progetto dell monaco-architetto camaldolese Paolo Soratini. All’altare del braccio destro è una tela con la Sacra famiglia, opera datata 1634 del senese Marcantonio Grecchi, eseguita originariamente per la Cattedrale.[26]
- Chiesa della Misericordia (o Chiesa di San Giovanni Decollato), oratorio eretto dalla Compagnia della Misericordia tra 1649 e 1658. Al suo interno, al secondo altare a destra è una Madonna col Bambino e sant’Eligio di Giovan Battista Michelini commissionata dall'arte dei ferrari ed eseguita tra 1643 e 1644, aggiornata sul classicismo e sul naturalismo romani e sapientemente composta, nel fondo della quale è un edificio con torre, forse il palazzo comunale prima della ristrutturazione neoclassica[27].
- Chiesa di San Nicolò: la chiesa, rinnovata nel Settecento, custodisce al suo interno due importanti opere di Niccolò di Liberatore detto l'Alunno.[28]
- Oratorio della Nunziatella: nel 1489, al piano terreno della casa dell’aromatario Nicolò di Giacomo, un'immagine votiva di una Madonna annunziata si rese protagonista di eventi miracolosi che, subito dopo, nel 1491 portarono all'acquisizione pubblica dell'edificio e alla costruzione di un santuario civico completato nel 1494. L'edificio ha subito un'alterazione nel 1830 ad opera di Vincenzo Vitali che realizzò l'attuale facciata. L'interno consta di due altari: quello di sinistra custodisce una cornice lignea dorata quattrocentesca a due scomparti nella quale è ancora l'immagine quattrocentesca a fresco dell'Annunziata, in origine completata da una tela trafugata con l'Arcangelo Gabriele di Lattanzio di Niccolò realizzata nel 1523. L'altare di destra, quello di san Giovanni Battista, mostra un affresco di Pietro di Cristoforo Vannucci, detto il Perugino raffigurante il Battesimo di Cristo e nella calotta l'Eterno adorato da due angeli. L'opera, che segna l'esordio del classicismo cinquecentesco a Foligno, fu commissionata da Giovan Battista Morganti, ricordato nell'iscrizione, forse eseguita nel 1507, ma più probabilmente tra 1512 e 1513[29].
- Chiesa del Santissimo Salvatore, importante e antica chiesa cittadina già documentata nel 1138, collegiata fino al 1860, restaurata dopo il sisma del 1997. All'esterno presenta una facciata trecentesca in pietra bianca e rosa con tre portali ogivali, sormontati da tre piccoli oculi frutto di un intervento del 1889. Il campanile coevo che riprende gli stessi colori terminante con una cuspide ottagonale su cui si aprono quattro bifore trilobate. L'interno è frutto di una ristrutturazione realizzata a metà Settecento su disegno dell’architetto Pietro Loni. Sull’altare in fondo alla navata destra è una tela di Francesco Appiani con San Francesco di Paola (ca. 1744). Alcune opere un tempo qui conservate sono esposte presso il Museo Capitolare e Diocesano, come il trittico realizzato da Bartolomeo di Tommaso per l'altare maggiore tra 1430 e 1432[30].
- Ex Chiesa della Santissima Trinità in Annunziata
- Palazzo delle Canoniche

#### Altre chiese
- Oratorio di Sant'Arcangelo - casa di ricovero Opera Pia Bartolomeo Castori
- Chiesa di San Paolo al Miglio
- Chiesa del Sacro Cuore
- Chiesa del Buon Pastore
- Chiesa di San Paolo Apostolo, progettata da Massimiliano Fuksas
- Convento e Chiesa di San Francesco al Monte - Cappuccini
- Chiesa di Santa Maria in Campis, in origine probabilmente chiesa cimiteriale sorta sulla via Flaminia presso una necropoli del II - III secolo d. C., viene ricordata nei documenti a partire dal XII secolo. Dal 1373 la chiesa venne tenuta dai monaci cistercensi del Corpo di Cristo, poi dal 1582 dagli olivetani. Niente rimane della chiesa romanica, mentre la fase tardo-medievale e la sua decorazione sono ben rappresentate, nonostante la profonda ristrutturazione avvenuta a seguito del terremoto del 1832. L'interno è a tre navate, con la centrale voltata a botte e le laterali con un moderno soffitto piano in legno. La chiesa conserva diversi affreschi opera di Cristoforo di Jacopo, Giovanni Mazzaforte, Pierantonio Mezzastris e di Nicolò di Liberatore, detto l'Alunno[31].
- Monastero di Santa Maria di Betlem
- Chiesa di Maria Santissima di Costantinopoli a Fiamenga
- Chiesa di San Michele Arcangelo a Sterpete, nella quale è una pala di Noel Quillerier con la Madonna col Bambino e i Santi Giovanni Evangelista, Francesco e Rocco, tela che incornicia un Crocifisso scolpito.[32] In chiesa è anche una pala di Giovan Battista Michelini, due altari ornati da stucchi di Francesco Silva.
- Convento di San Bartolomeo di Marano, nelle vicinanze della città, il cui nome ha origine dalla sorgente d’acqua, nota come "Fonte Marana", è stato il primo convento costruito appositamente per gli Osservanti iniziato da Ugolino Trinci in omaggio al beato Paoluccio Trinci e terminato dal figlio di Ugolino, Nicolò Trinci, nel 1415[33]. La facciata della chiesa fu costruito tra 1731 e 1736 già attribuita al folignate Giuseppe Piermarini, ma per problemi cronologici probabilmente opera dell'architetto Filippo Neri di Foligno ed eseguita dal Bernasconi di Vescia. La chiesa fu ampliata nel Seicento, insieme al chiostro e al convento. L'interno di aspetto secentesco era in passato decorato con affreschi quattrocenteschi, tanto che dietro l'altare maggiore è riapparso un affresco quattrocentesco vicino a Bartolomeo di Tommaso[34]. Nella prima cappella a sinistra, di San Bartolomeo, si trova inoltre il dipinto con il Martirio del Santo, ultima opera di Niccolò Alunno, terminata dal figlio Lattanzio nel 1502, resto di un polittico non completato. Di fronte un'altra cappella custodisce una "copia fedele" del Santo Sepolcro di Gerusalemme (1676). Nel chiostro quattrocentesco, il francescano Ippolito da Orvieto, agli inizi del secolo XVIII, affrescò ventiquattro lunette von la vita del beato Paoluccio Trinci mentre nel corridoio che conduce all’ingresso del convento sono affrescate la vita della beata Angela da Foligno.
- Chiesa di San Feliciano a Mormonzone, in cui sono affreschi datati 1652 e attribuibili a fra Umile da Foligno.[35]
- Chiesa di San Marco a Sant'Eraclio (Foligno), che conserva all'altare maggiore una pala con la Consegna delle chiavi di Giulio Cesare Angeli, firmata e datata 1601, caratterizzata da un baroccismo arricchito di suggestioni derivate dal tardo manierismo romano.[36]
- Chiesa di San Silvestro a Cancellara, probabilmente costruita tra Quattrocento e Cinquecento, nella quale, all'altare di destra, è una pala con il Beato Bernardo Tolomei e il Crocifisso, in una iscrizione firmata da Gian Domenico Mattei e datata 1674 e forse commissionata dalla famiglia Varini o Guarini, a cui dovrebbe spettare lo stemma presente[37].
- Abbazia di Sassovivo
- Chiesa di Santa Maria Assunta nella frazione di Serrone, dove era il famoso dipinto con la bottega di San Giuseppe, opera di un artista probabilmente francese o nordico non ancora identificato, denominato Maestro di Serrone.[38] L'opera è oggi al Museo Capitolare Diocesano di Foligno.

### Architetture civili
- Palazzo Trinci
- Palazzo Comunale
- Palazzo Orfini

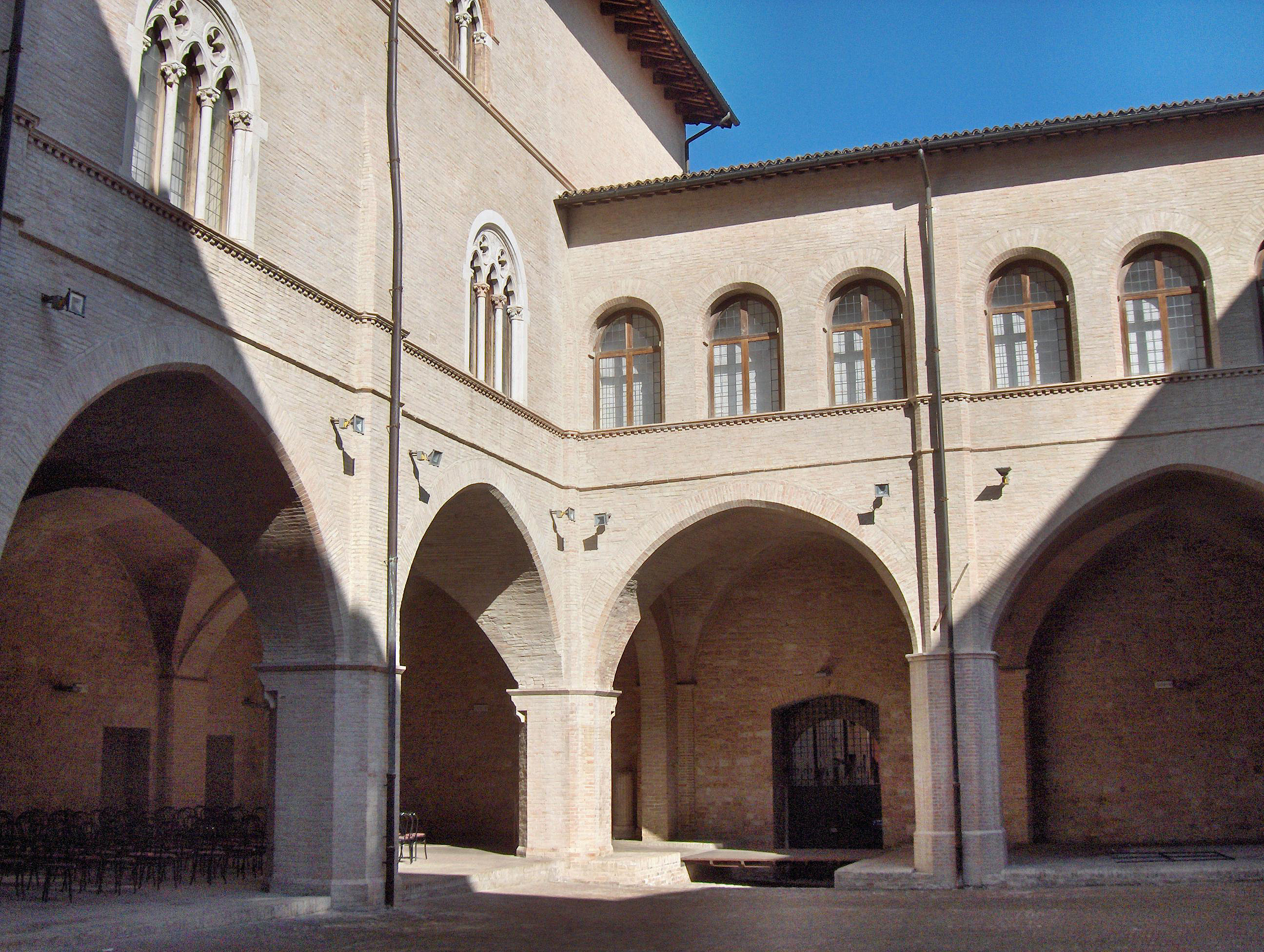
Palazzo Trinci

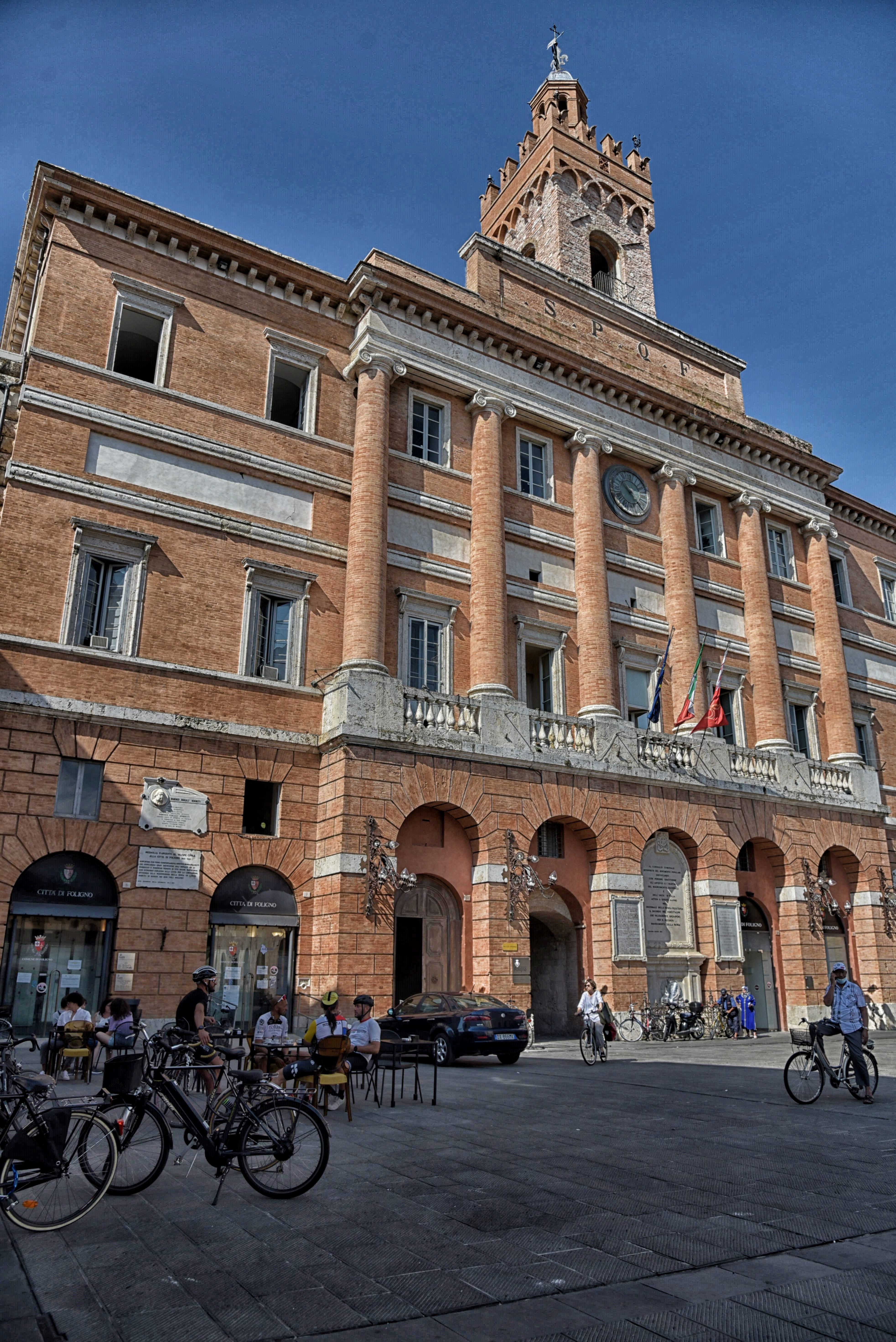
Palazzo Comunale

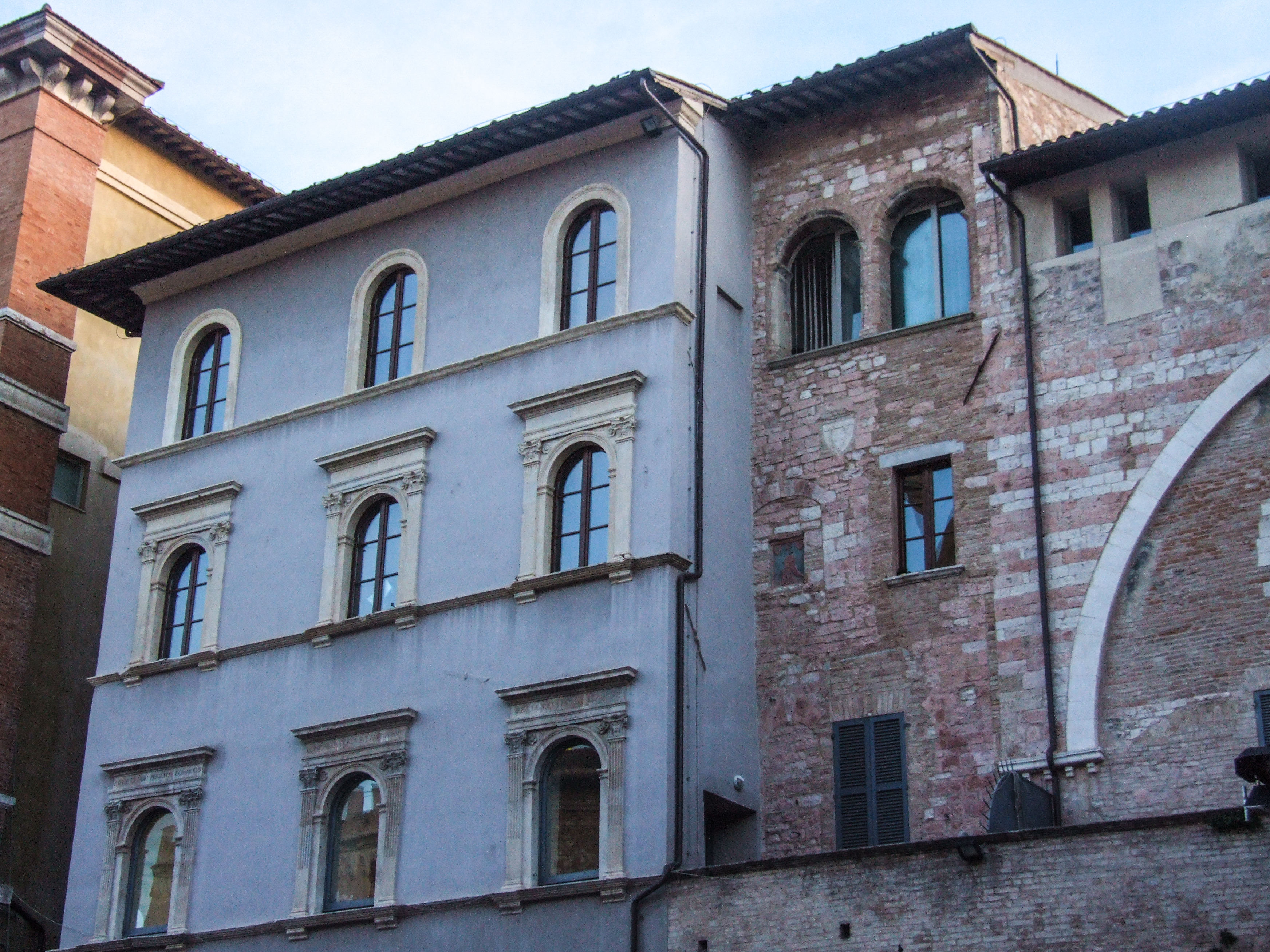
Palazzo Orfini

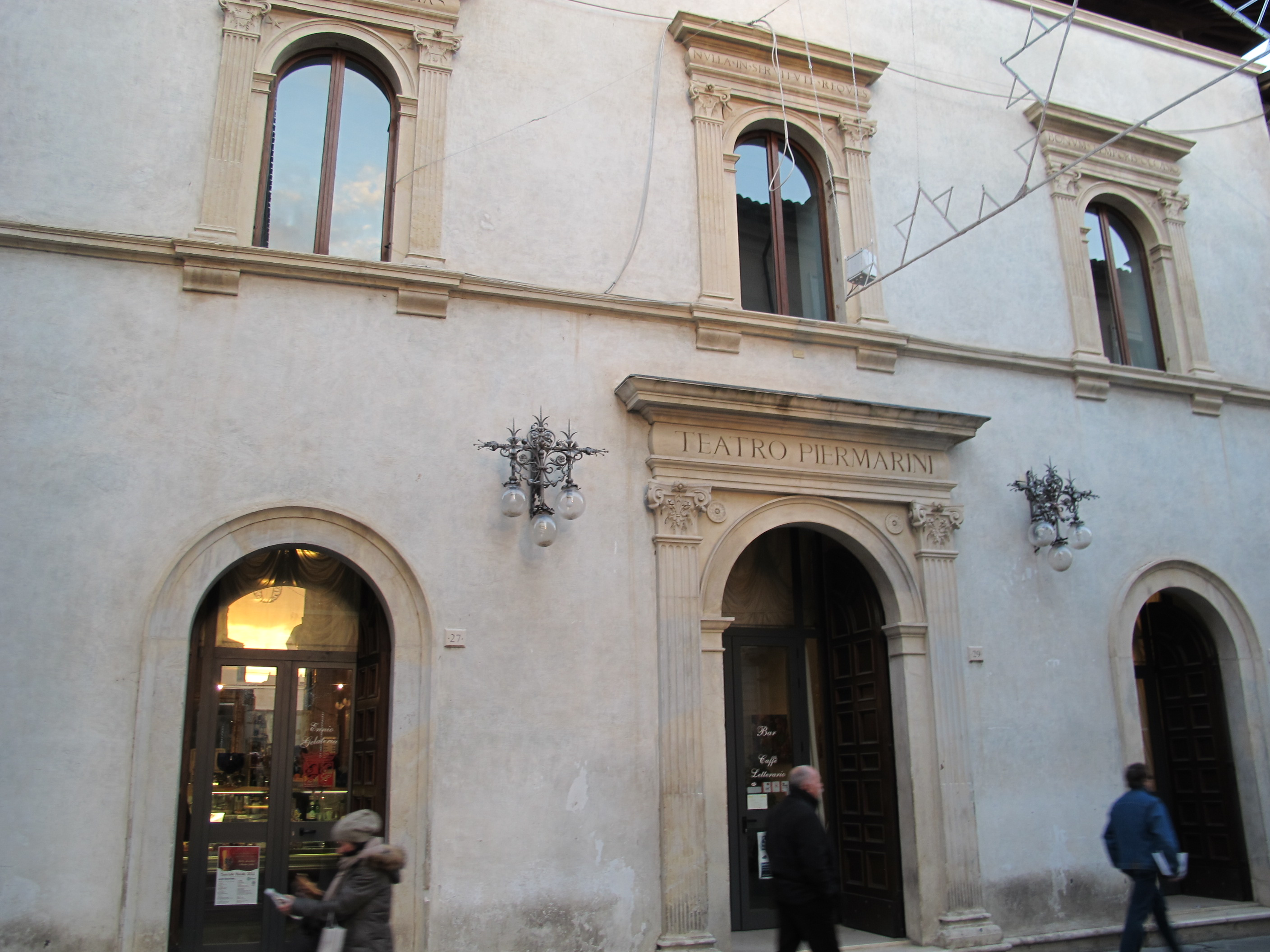
Teatro Piermarini

- Palazzo Roncalli: l'edificio, iniziato alla fine del XVI secolo da Giovan Martino Roncalli, cavaliere gerosolimitano di origine bergamasca e completato nel 1667, è stato tra XVII e XVIII la residenza della nobile famiglia di origine lombarda. Nella facciata è un pregevole balcone con balaustra in ferro battuto con foglie forgiate in lamina, mentre l’interno conserva una sala con volta decorata a stucco probabilmente di Francesco Silva con al centro una tela raffigurante Apollo di Cristoforo Roncalli e intorno i Quattro elementi, le Virtù cardinali e teologali, Santa Cecilia, Minerva ed episodi biblici[39].
- Teatro Piermarini

### Architetture militari
- Rocca di Rasiglia

### Altri luoghi d'interesse
- Piazza della Repubblica
- Ponte San Magno
- Centro Italiano Arte Contemporanea[40]
- Monumento a Giuseppe Piermarini[41]
- Fontana in memoria dei caduti, di Ivan Theimer
- Museo della Stampa
- Parco dei Canapè

## Società

### Evoluzione demografica
L'evoluzione demografica degli anni dopo il 1997 ha fortemente risentito negativamente degli eventi sismici di quell'anno.
Abitanti censiti

La città ha presentato nel tempo una singolare estensione urbana al di fuori delle circoscrizioni comunali andando a costituire un agglomerato, un continuum urbano con zone dei comuni confinanti di Spello e Trevi di oltre 70 000 abitanti.

### Etnie e minoranze straniere
Al 31 dicembre 2023 la popolazione straniera residente era di 6 259 persone, ovvero l'11,82% della popolazione residente.

### Lingue e dialetti
Accanto all'italiano si parla il dialetto folignate che appartiene al gruppo dei dialetti umbri del gruppo meridionale, quali lo spoletino, il ternano, il narnese. Il folignate è non soltanto il più settentrionale fra i dialetti umbri del gruppo meridionale, ma il più settentrionale, nella regione, fra i dialetti posti a sud della celebre linea di confine delle isoglosse che dividerebbero il Nord dal Sud dell'Italia. Il folignate presenta infatti alcune influenze del dialetto perugino, quali ad esempio l'utilizzo della preposizione semplice nt per comporre le preposizioni articolate al posto dell'italiano "in": ntò lu fiume, 'ntò lu muru per "nel fiume" "nel muro", oppure l'utilizzo del pronome femminile di terza persona singolare lia, tipico anche del dialetto anconetano.

### Tradizioni e folclore

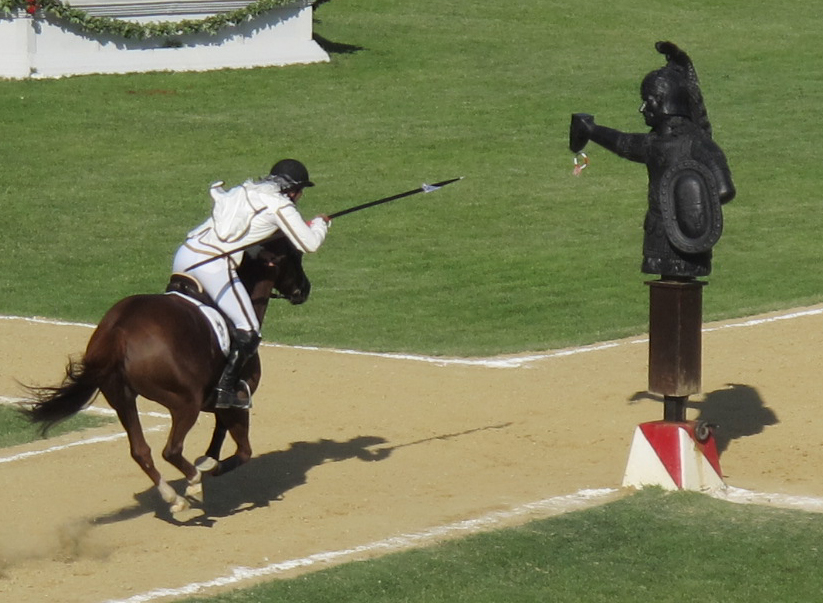
Giostra della Quintana

Uno dei principali festeggiamenti della tradizione popolare folignate è la "Giostra della Quintana", un torneo cavalleresco e una manifestazione storica in costume che si svolge a Foligno. I dieci binomi cavallo-cavaliere, in rappresentanza dei rispettivi rioni, si sfidano due volte all'anno: la sera del secondo o terzo sabato di giugno si svolge la giostra della sfida mentre nel pomeriggio della seconda o terza domenica di settembre si svolge la giostra della rivincita.
La denominazione di Quintana deriva dal nome di una via dell'accampamento romano nella quale aveva luogo l'addestramento dei soldati che, armati di lancia, si lanciavano contro un fantoccio cercando di infilare l'anello sospeso a una mano dello stesso. La prima testimonianza documentata dello svolgimento della Quintana nel folignate risale al 1448.

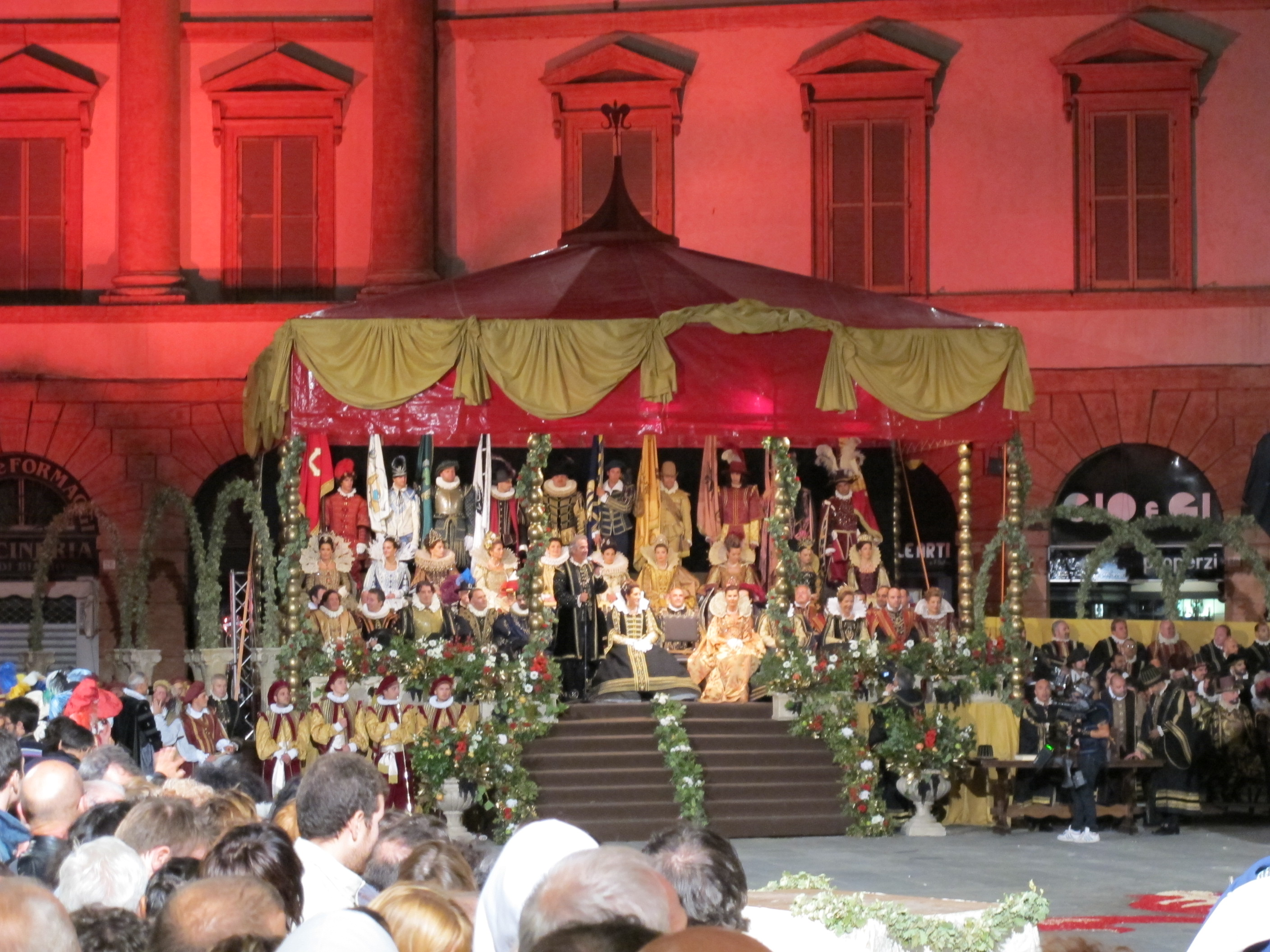
Palco della sfilata della Giostra della Quintana

Nel 1613 i Priori cittadini inserirono la Quintana nell'ambito dei festeggiamenti carnevaleschi, modificandone lo svolgimento e lo spirito con i criteri che sussistono quasi del tutto ancora oggi. I cavalieri giostranti oggi sono dieci, rappresentanti di altrettanti rioni della città. Lanciati al galoppo su un destriero, devono infilare con una lancia una serie di anelli che, via via, diventano più piccoli (diametro 8 cm in prima tornata, 6 cm in seconda, 5 cm in terza). Gli anelli vengono appesi alla mano destra di una statua rotante in noce massiccio (del XVII secolo) che sulla sinistra tiene uno scudo e raffigura il dio Marte. Vince chi percorre con il miglior tempo e a "percorso netto" (senza incappare in nessun tipo di penalità) le tre tornate. Al minimo errore vi è l'eliminazione diretta.
Questa gara aveva, in altri tempi, il ruolo di attribuire titoli onorifici a vari cavalieri mentre oggi viene ricompensata alla contrada vincitrice con un Palio, generalmente dipinto da artisti di rinomata caratura nazionale e internazionale. La spettacolarità della Giostra della Quintana è contornata da numerose manifestazioni collaterali e dalla sfilata del Corteo Storico con il quale oltre 600 figuranti in ricchi abiti seicenteschi, la sera precedente la tenzone, passano per le vie di Foligno.
Foligno viene definita, per antica tradizione (con una definizione amplificata da Eugenio Scalfari quando era direttore de La Repubblica, seppur male interpretava il senso storico della tradizione) il "centro del mondo" o, in fulginate, "lu centru de lu munnu". Foligno si trova infatti, secondo la tradizione, al centro della penisola italiana, a sua volta al centro dell'Europa e del Mediterraneo, che anticamente era considerato il centro del mondo. In particolare tale punto si identificava, nei decenni passati, con il birillo centrale del biliardo centrale dello storico "Caffè Sassovivo" in corso Cavour, al civico 60, ed è segnalato solamente da un cristallo incastonato nel pavimento di un negozio di articoli per la casa che si trova al posto dello scomparso caffè. Scalfari usò la locuzione in numerosi suoi articoli per diversi anni e divenne quasi un tormentone nel linguaggio politico di quegli anni.
Il consiglio comunale di Foligno, con propria delibera del 29 maggio 2008, ha stabilito che debba essere considerato "Centro del Mondo", il "Trivio", che è il punto più centrale del centro storico della città, all'incrocio tra gli antichi cardo e decumano dell'impianto urbanistico romano della città, poi corso Cavour e via Mazzini.
A Foligno si venera una statua lignea del XVII secolo che rappresenta la Madonna del Pianto; di questa statua si hanno notizie a partire dal 1647. È conservata presso l'attuale santuario, nella chiesa di Sant'Agostino, dopo che l'originale santuario della Madonna del Pianto è andato distrutto durante i disastrosi bombardamenti alleati del 1944 sulla città.
Fin dal Seicento è grande la devozione dei cittadini per la immagine della Madonna; si celebra la festività nella domenica precedente alla festa di sant'Antonio abate nel mese di gennaio.
La sera del 14 gennaio 1703 durante le celebrazioni della festa della Madonna del Pianto, la città fu colpita da un terremoto violentissimo che interessò tutto il Centro Italia; i folignati, scampati al violento sisma, spontaneamente portarono la statua in processione per la prima volta il 28 gennaio di quell'anno, in segno di ringraziamento e devozione.
La crescente devozione portò nel 1713 alla decisione da parte del Capitolo di incoronare la sacra immagine con una corona d'oro. Da quel momento in poi tutte le volte che qualche grave sciagura minacciasse la città, la statua veniva esposta al culto o trasferita in cattedrale.
Si ricorda tra i fedeli devoti più illustri anche l'arcivescovo di Spoleto Giovanni Maria Mastai Ferretti, divenuto poi papa Pio IX, che volle fare decorare la nicchia del precedente santuario dove la Madonna era conservata.
La statua è nascosta durante tutto l'anno da un dipinto su tela, opera dell'artista folignate Matilde Galligari Mattoli riconducibile al periodo tra la fine degli anni cinquanta e l'inizio degli anni sessanta del XX secolo, riproducente l'immagine della Madonna stessa. Questo quadro copre la nicchia sovrastante l'altare maggiore del santuario dove è collocata la statua. Il giorno della festa della Madonna del Pianto viene calato in basso durante la prima messa mattutina per permettere la visione della sacra statua, per poi essere fatto risalire al suo posto alla fine dell'ultima messa pomeridiana celebrata dal Vescovo, a ricoprire la venerata immagine fino all'anno successivo.
Gli abitanti di Foligno vengono definiti, da secoli, cuccugnai. La parola cuccugnau in fulginate significa civetta ed esistono tre differenti leggende sull'origine dell'accostamento dei fulginati alla civetta. Secondo la prima deriverebbe dal fatto che i ducati d'oro coniati dalla zecca di Foligno venissero chiamati "occhi di civetta". Secondo un'altra tradizione, l'accostamento deriverebbe dal fatto che fino al XV secolo durante la festa di Pentecoste, venisse fatta scendere una colomba di cartapesta (simbolo dello Spirito Santo) dal campanile della cattedrale, ma pare che, per le sue fattezze, somigliasse più a una civetta che a una colomba e per questo il nome del rapace sarebbe stato accostato a quello dei folignati dagli abitanti delle città vicine. La terza leggenda dice che i folignati sarebbero stati esperti nella caccia con la civetta, tanto che un vecchio proverbio dice: "Guai a quell'uccello, che passa tra Foligno e Spello".
Dal 1762 si pubblica annualmente a Foligno il lunario-almanacco Barbanera, guida del tempo civile e religioso, vademecum per l'orto, il giardino, la casa e il benessere personale annoverato tra i più famosi lunari italiani, tanto da divenire sinonimo di lunario-almanacco. Per la sua popolarità e la funzione storicamente svolta di diffusione del sapere, il Barbanera, e con esso la collezione di almanacchi e lunari conservata a Spello presso la Fondazione Barbanera 1762, è stato selezionato dall'UNESCO tra i beni documentari dell'umanità tutelati e censiti nel Memory of the world Register.

### Istituzioni, enti e associazioni

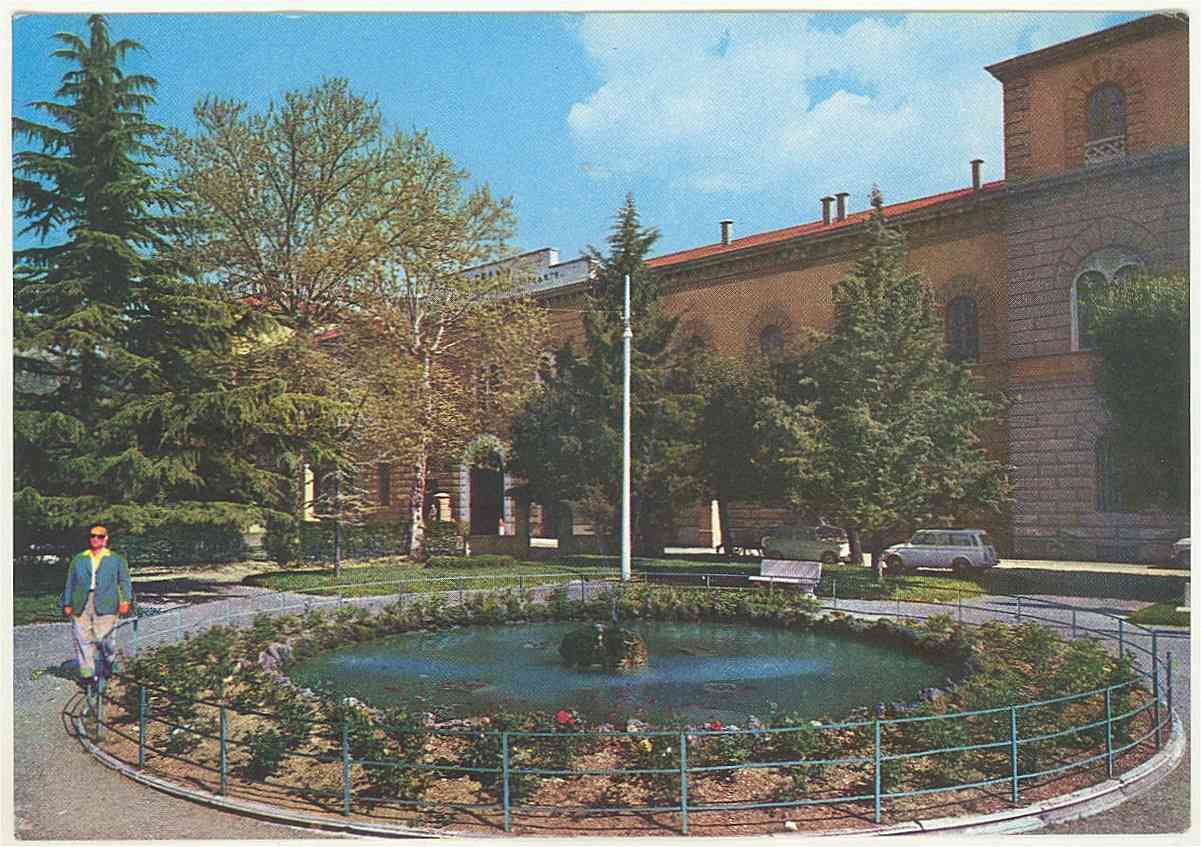
Caserma Gen. Ferrante Gonzaga del Vodice

Nella città di Foligno, presso la Caserma "Gen. Ferrante Gonzaga del Vodice", ha sede, dal 1996, il Centro di selezione e reclutamento nazionale dell'esercito.
La caserma in precedenza era stata sede del 1º Reggimento d'artiglieria da campagna e montagna "Cacciatori delle Alpi" (dalle origini, nel 1874, al 1943), quindi del 18º Reggimento Artiglieria e della Scuola allievi ufficiali e sottufficiali d'artiglieria (S.A.U.S.A.), successivamente, dal 1981 al 1996, del 92º Reggimento fanteria "Basilicata".

## Cultura

### Letteratura
Qui è nata la mistica Angela da Foligno (1248-1309), terziaria francescana, i cui insegnamenti e le cui esperienze spirituali sono stati messi per iscritto tra la fine del secolo XIII e i primi anni del XIV da un anonimo "frate A.". I resti di Angela, originariamente inumati nella fossa comune delle terziarie di San Francesco di Foligno, furono poi riesumati e portati nella chiesa di San Francesco.
Il 5 e 6 aprile 1472 a Foligno venne stampata dal tedesco di Magonza Johannes Numeister (allievo di Johannes Gutenberg) e dal folignate Evangelista Mei l'editio princeps della Divina Commedia.

### Cucina
La cucina folignate è peculiare, anche se spesso trae ispirazione dalla tipica cucina umbra. Tra le preparazioni dolciarie di Foligno, merita attenzione la rocciata, vagamente simile a uno strudel ripieno di mele, noci e cacao e che spesso viene decorato con alchermes.
La "fregnaccia", invece, è un dolce tipico della campagna folignate, che ricorda come ingredienti la rocciata, ma che si presenta come una mattonella... era il 14º pasto della lunga giornata di lavoro della mietitura.
L'altro dolce tipico è la frittella fritta, fatta con la pasta del pane "condita" di molto zucchero. Un'altra torta molto rinomata è la cosiddetta pizza di Pasqua (questa torta salata ha la particolarità di essere fatta con del formaggio), alla quale, nel periodo pasquale, spesso si accompagna l'affettato tipico umbro.
Altro elemento tipico della cucina folignate è la "miaccia", una variante del sanguinaccio, che si differenzia da quest'ultimo per l'aggiunta di canditi e per essere imbevuta nel Sagrantino.
Degna di nota la fojata, che è la versione salata della rocciata con ripieno di foglie di cavolo. Tra i prodotti alimentari, molto nota è la patata rossa di Colfiorito.
Foligno era nota anche per i suoi confetti, che erano molto richiesti persino dalle corti europee. Inoltre Foligno era nota per l'allevamento dei piccioni, che venivano mangiati pure nei tempi di carestia; per questo vi si trovano molte "torri piccionaie".

### Eventi
- Giostra della Quintana
- Fiera dei Soprastanti (fine agosto - inizio settembre)
- Segni Barocchi Festival (fine agosto - settembre): rassegna di spettacoli teatrali e musicali.
- I Primi d'Italia. Dagli ultimi anni del XX secolo si organizza il primo festival italiano dedicato al primo piatto. L'offerta comprende pasta, gnocchi, risotti, zuppe, polenta e altre preparazioni tipiche della nostra tradizione culinaria.(fine settembre - inizio ottobre)[48][49]
- Festa di Scienza e Filosofia (aprile)
- One Sky One World, festa degli aquiloni (ottobre).
- Festival Internazionale di Claviorgano
- Etica ed Economia (fine ottobre - novembre): convegno internazionale di economia organizzato da Nemetria
- Strabismi Festival (Festival Nazionale di Teatro Contemporaneo)
- Dancity Festival (Festival internazionale della musica elettronica)[50]

### Musei
- Museo di Palazzo Trinci:pinacoteca, archeologico, multimediale dei tornei, delle giostre e dei giochi[51].
- Museo capitolare diocesano
- CIAC Centro Italiano Arte Contemporanea
- Museo archeologico Colfiorito
- Museo della Quintana
- Museo della stampa[52]
- Museo Rionale Societas Juctorum[53]
- Museo naturalistico del Parco di Colfiorito[54]

## Geografia antropica

### Rioni
Il centro storico di Foligno era tradizionalmente suddiviso in venti rioni.
Dieci dei venti rioni gareggiano nella moderna Giostra della Quintana. Questi ultimi sono: Ammanniti, Badia, Cassero, Contrastanga, Croce Bianca, Giotti, La Mora, Morlupo, Pugilli, Spada.
Questi invece i Rioni "morti" che sono stati inglobati nei precedenti, ma che restano nei toponimi: Borgo, Fonte del Campo, Cipischi, Croce, Falconi, Feldenghi, Franceschi, Menacoda, Piazza Vecchia, Spavagli.

### Circoscrizioni
- Circoscrizione n. 1 "Centro storico-Palombaro"
- Circoscrizione n. 2 "Borroni-Corvia-Scafali-Sterpete-Cave-Casevecchie-Budino-Fiamenga-Maceratola"
- Circoscrizione n. 3 "Viale Firenze-Subasio-Agorà"
- Circoscrizione n. 4 "Flaminio-Ina Casa-Uppello"
- Circoscrizione n. 5 "Sant'Eraclio"
- Circoscrizione n. 6 "San Giovanni Profiamma-Belfiore-Vescia-Capodacqua-Pontecentesimo"
- Circoscrizione n. 7 "Annifo-Colfiorito"
- Circoscrizione n. 8 "Valle del Menotre"

### Frazioni

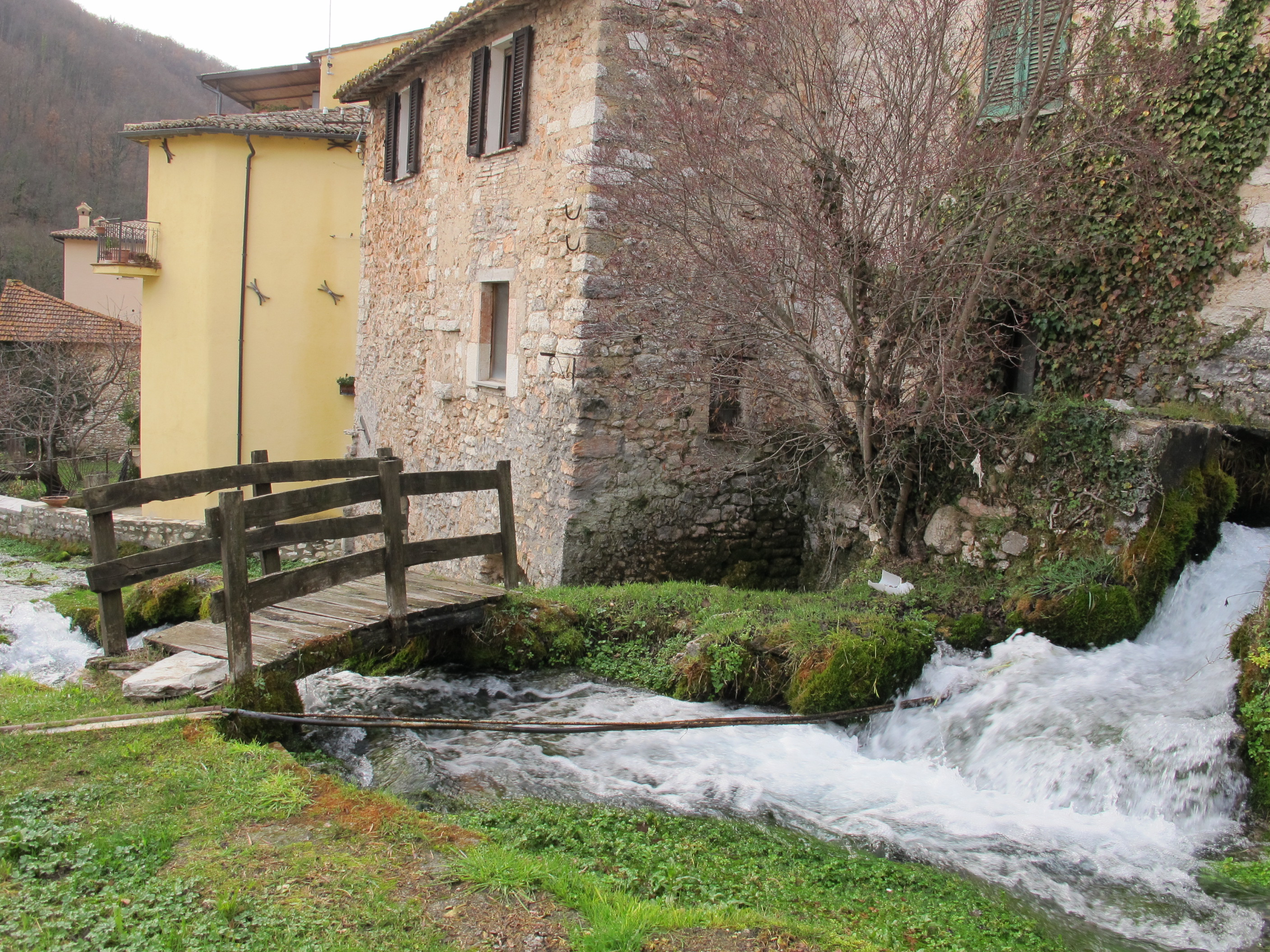
Scorcio della frazione di Rasiglia con il fiume Menotre

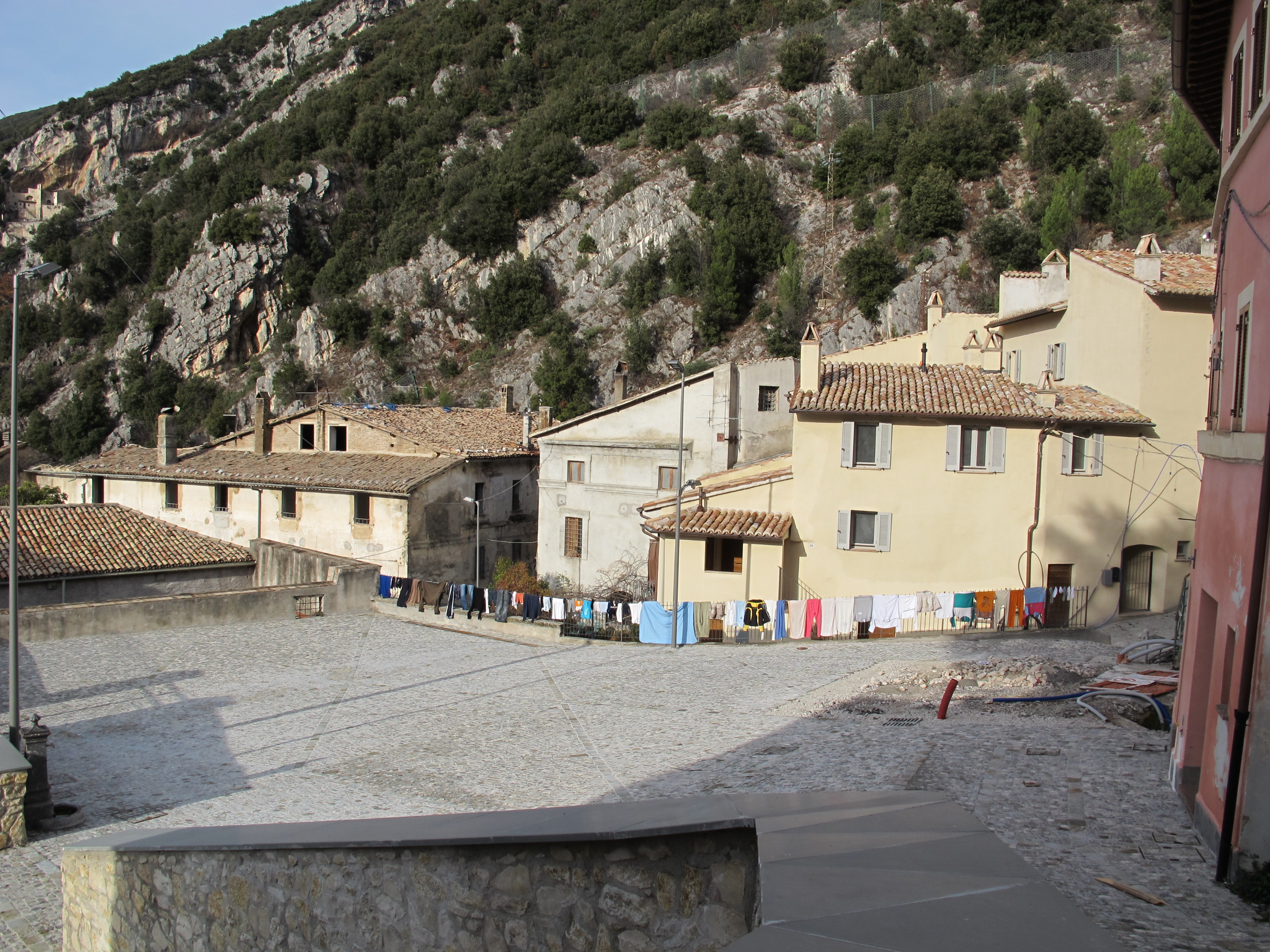
Scorcio della frazione di Pale

Appartengono al comune di Foligno 127 frazioni oltre a Foligno città:
Abbazia di Sassovivo, Acqua Santo Stefano, Afrile, Aghi, Ali, Altolina, Annifo, Arvello, Ascolano, Barri, Belfiore, Borgarella, Borroni, Budino, Camino, Cancellara, Cancelli, Cantagalli, Capodacqua, Caposomigiale, Cappuccini, Cariè, Carpello, Casa del Prete, Casa Pacico, Casale del Leure, Casale della Macchia, Casale di Morro, Casale di Scopoli, Cascito, Casco dell'Acqua, Casenove, Casette di Cupigliolo, Casevecchie, Cassignano, Castello di Morro, Castretto, Cavallara, Cave, Cerritello, Chieve, Cifo, Civitella, Colfiorito, Collazzolo, Colle di Verchiano, Colle San Giovanni, Colle San Lorenzo, Colle Scandolaro, Collelungo, Collenibbio, Colpernaco, Colpersico, Corvia, Costa di Arvello, Crescenti, Croce di Roccafranca, Croce di Verchiano, Cupacci, Cupigliolo, Cupoli, Curasci, Fiamenga, Fondi, Forcatura, Fraia, Hoffmann, La Franca, La Spiazza, La Valle, Leggiana, Liè, Maceratola, Maestà di Colfornaro, Madonna delle Grazie, Montarone, Morro, Navello, Orchi, Paciana, Palarne, Pale, Pallaia, Perticani, Pescara I, Pescara II, Pieve Fanonica, Pisenti, Poggiarello, Polveragna, Ponte San Lazzaro, Ponte Santa Lucia, Pontecentesimo, Popola, Rasiglia, Ravignano, Rio, Roccafranca, Roviglieto, San Bartolomeo, San Giovanni Profiamma, San Sebastiano, San Vittore, Sant'Eraclio, Santo Stefano dei Piccioni, Scafali, Scandolaro, Scanzano, Scopoli, Seggio, Serra Alta, Serra Bassa, Serrone, Sostino, Sterpete, Tenne, Tesina, Tito, Torre di Montefalco, Treggio, Uppello, Vallupo, Vegnole, Verchiano, Vescia, Vionica, Volperino.

## Economia

### Artigianato e industria
Tra le attività economiche più tradizionali, diffuse e attive vi sono quelle artigianali, come la rinomata lavorazione del legno, finalizzata alla produzione di mobili, di numerosi attrezzi e di giocattoli. Foligno è apprezzata anche per la realizzazione e il restauro di strumenti musicali, oltreché per i laboratori di modellismo. Molto affermato è il comparto industriale e dei servizi, composto di medie-piccole imprese impegnate con rilievo nel settore aeronautico, convergenti in maggioranza nella zona industriale "Paciana".

### Ospedali
La città è servita dall'Ospedale "San Giovanni Battista", che insieme al "San Matteo degli Infermi" di Spoleto e alle strutture di Trevi, Norcia e Cascia, formano il Terzo Polo Ospedaliero della Regione Umbria con 560 posti letto a disposizione e denominato distretto sanitario Sud-Est Foligno-Spoleto-Valnerina con 156 000 abitanti.

## Infrastrutture e trasporti

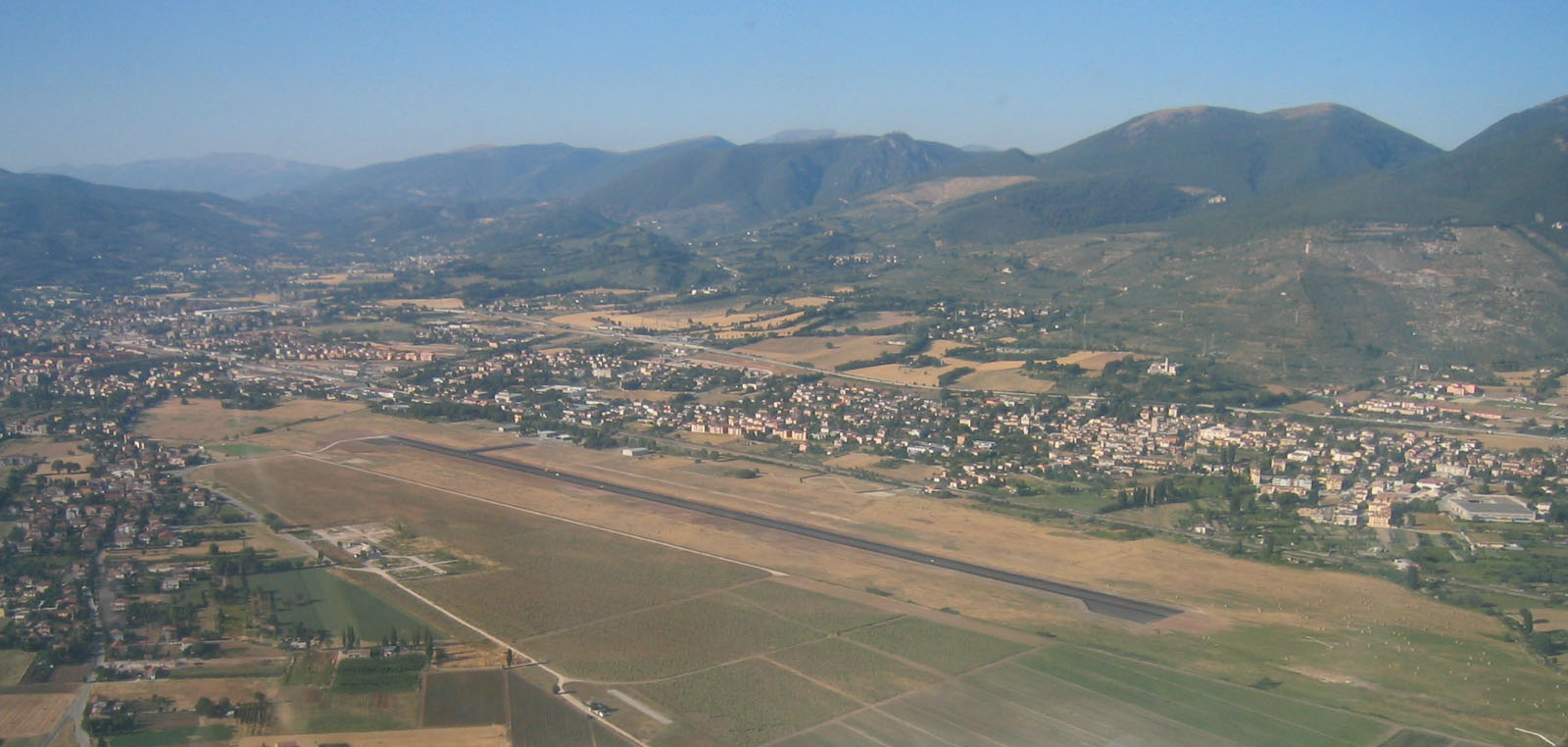
Aeroporto di Foligno

Importante nodo sia ferroviario, sulla linea Roma-Ancona e all'origine della linea Foligno-Terontola, sia stradale sulla superstrada Flaminia all'intersezione della Strada statale 75 Centrale Umbra, Strada statale 77 della Val di Chienti, Strada statale 316 dei Monti Martani con la Strada statale 3 Via Flaminia. Fu definita "porto di terra dello Stato Pontificio", per la sua centralità viaria, e "Città aeronautica" per eccellenza per le sue industrie aeronautiche e soprattutto per l'aeroporto (nato intorno al 1880), fino al 1944 tra i più importanti e meglio attrezzati d'Italia, distrutto dai tedeschi in fuga e in via di ammodernamento.
I trasporti urbani sono gestiti da Busitalia gruppo Ferrovie dello Stato.

## Amministrazione
| Periodo          | Periodo          | Primo cittadino       | Partito                                                    | Carica  | Note   |
| ---------------- | ---------------- | --------------------- | ---------------------------------------------------------- | ------- | ------ |
| 1965             | 1970             | Sante Brinati         | Partito Socialista Italiano                                | Sindaco | [ 56 ] |
| 10 aprile 1984   | 9 agosto 1985    | Maria Rita Lorenzetti | Partito Comunista Italiano                                 | Sindaco |        |
| 9 agosto 1985    | 5 agosto 1990    | Rolando Stefanetti    | Partito Socialista Italiano                                | Sindaco | [ 57 ] |
| 6 agosto 1990    | 11 novembre 1993 | Rolando Stefanetti    | Partito Socialista Italiano                                | Sindaco | [ 57 ] |
| 12 novembre 1993 | 7 maggio 1995    | Manlio Marini         | Democrazia Cristiana                                       | Sindaco | [ 57 ] |
| 8 maggio 1995    | 13 giugno 1999   | Maurizio Salari       | Partito Democratico della Sinistra Democratici di Sinistra | Sindaco | [ 57 ] |
| 14 giugno 1999   | 13 giugno 2004   | Maurizio Salari       | Democratici di Sinistra                                    | Sindaco | [ 57 ] |
| 14 giugno 2004   | 7 giugno 2009    | Manlio Marini         | La Margherita Partito Democratico                          | Sindaco | [ 57 ] |
| 8 giugno 2009    | 9 giugno 2014    | Nando Mismetti        | Partito Democratico                                        | Sindaco | [ 57 ] |
| 10 giugno 2014   | 8 giugno 2019    | Nando Mismetti        | Partito Democratico                                        | Sindaco | [ 57 ] |
| 9 giugno 2019    | in carica        | Stefano Zuccarini     | Lega per Salvini Premier                                   | Sindaco | [ 57 ] |

### Gemellaggi
- Gemona del Friuli, dal 2001
- La Louvière, dal 1996
- Shibukawa, dal 2000

## Sport
Città europea dello Sport 2018
La città è stata ufficialmente proclamata Città europea dello Sport per l'anno 2018 dall'ACES (Associazione delle Capitali Europee dello Sport). Nello stesso anno il riconoscimento è stato conferito ad altre città italiane come Forlì e Sanremo.

### Atletica
- Asal Foligno, Atletica Winner Foligno

### Pallavolo
La città di Foligno è stata la sede del Campionato europeo femminile under 19 di pallavolo 2008, svoltosi dal 5 al 13 settembre.

### Tennis
A Foligno ha sede la Tennis Training School, centro d'allenamento considerato un punto di riferimento a livello nazionale per la disciplina ed eletto per quattro volte nell'ultimo decennio miglior scuola tennis d'Italia. Da tale struttura sono passati negli ultimi anni diversi importanti talenti del panorama tennistico nazionale ed internazionale, tra i più importanti Thomas Fabbiano, Luca Vanni, Stefano Travaglia, Paolo Lorenzi, Gianluigi Quinzi e Gianmarco Moroni.
L'altro impianto tennistico della città è il Circolo Tennis Foligno che, fondato nel 1930, risulta essere uno dei più antichi circoli di tennis della regione.

### Tennistavolo
- TT Foligno

### Calcio

Una formazione del Foligno 1982-1983, promosso in Serie C1

- Foligno Calcio 1928 (campionato di Serie D)
- Atletico Foligno C5 (campionato di Serie A - Calcio a 5 femminile)
- ASD Vis Foligno (campionato di Prima categoria)
- ASD Virtus Foligno (campionato di Seconda categoria)
- Foligno C5 (campionato di Serie C1 - Calcio a 5)

### Rugby
- Foligno rugby (in serie C élite)[63]

### Ciclismo
- Unione Ciclistica Foligno

### Pallacanestro
- UBS Foligno (Serie C Regionale)

### Nuoto
- Azzurra Race Team[64]

### Impianti sportivi
- Stadio Enzo Blasone
- PalaPaternesi
- Piscina Carlo Marano
- Palestra Gentile da Foligno